# Friedhöfe vor dem Halleschen Tor

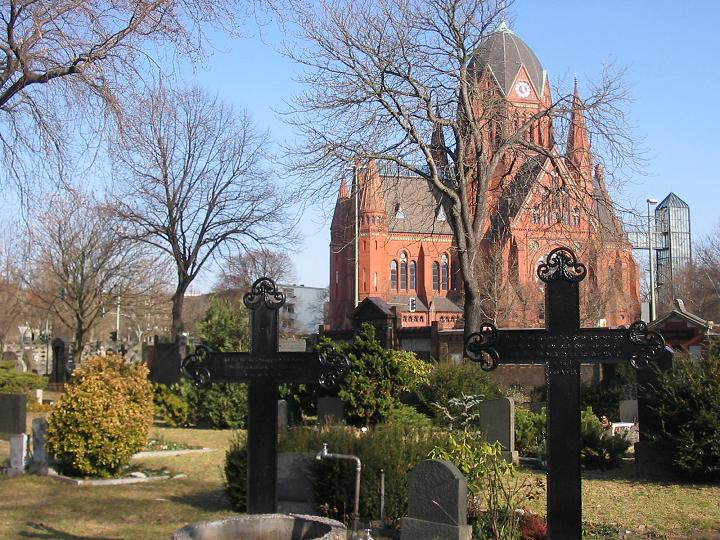
Kirchhof mit der Heilig-Kreuz-Kirche an der Zossener Straße

Die Friedhöfe vor dem Halleschen Tor liegen im Berliner Ortsteil Kreuzberg zwischen Mehringdamm und Zossener Straße.

## Gesamtanlage

Lageplan der Friedhöfe

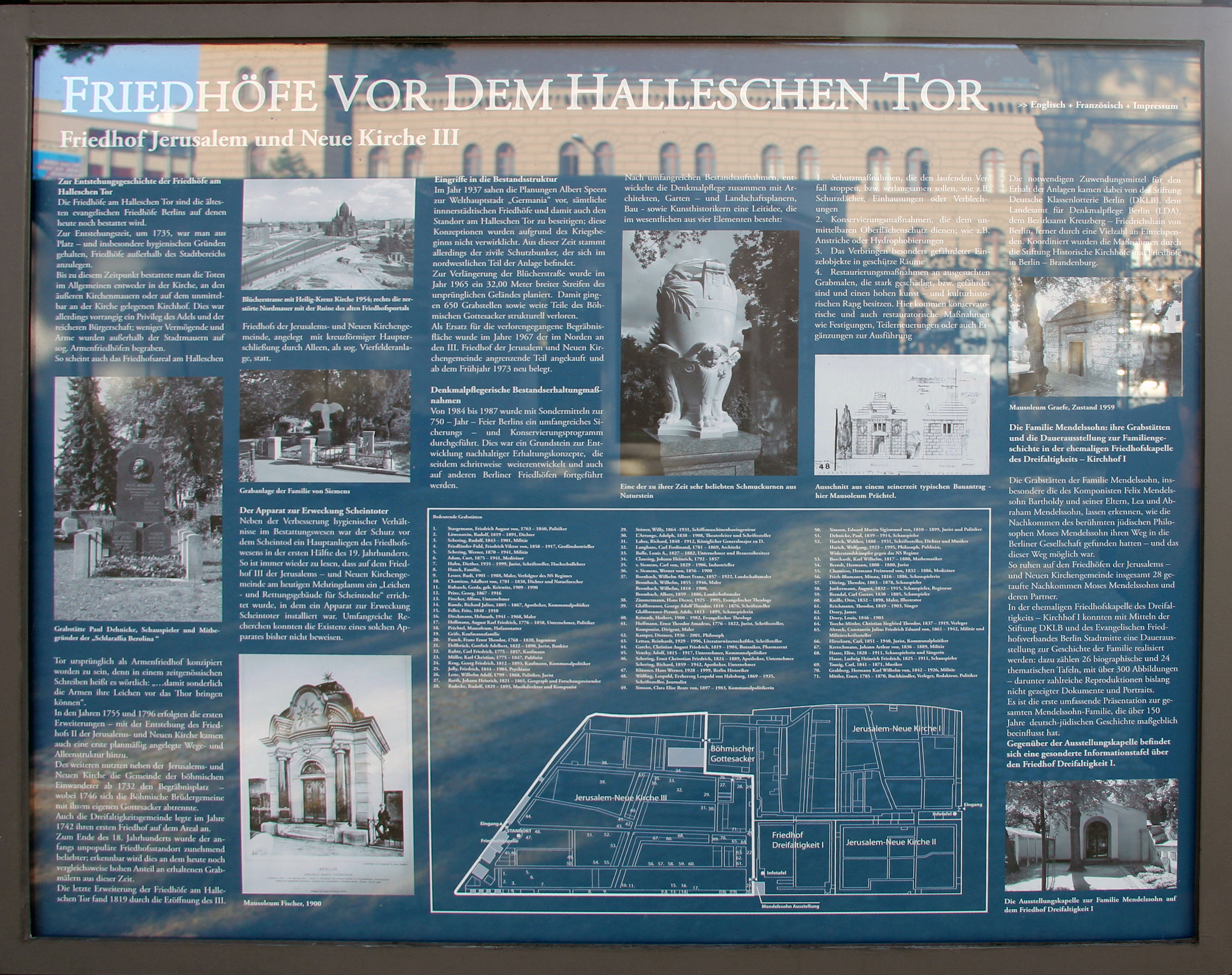
Gedenktafel der Friedhöfe vor dem Halleschen Tor

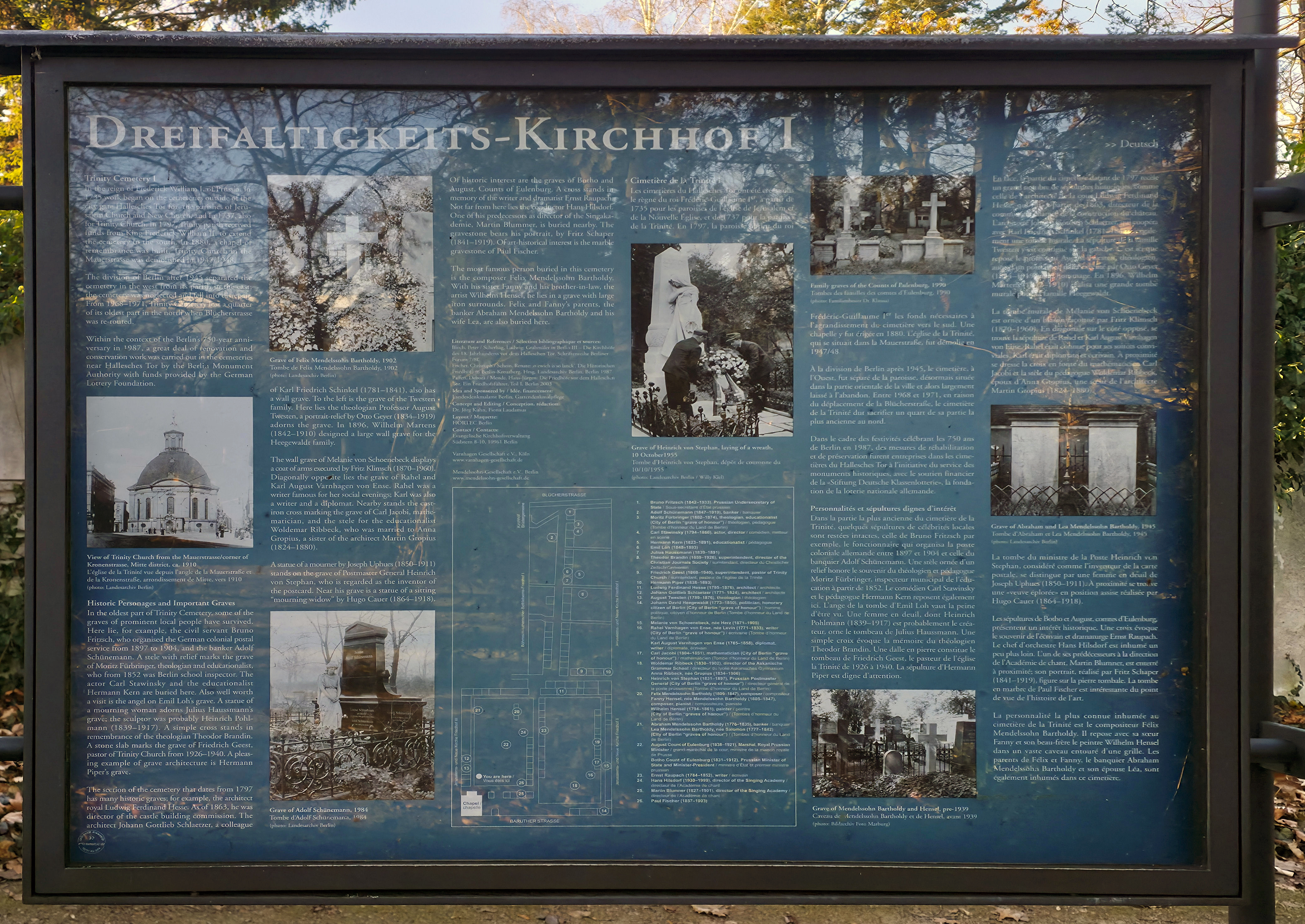
Gedenktafel des Dreifaltigkeits-Kirchhofes I

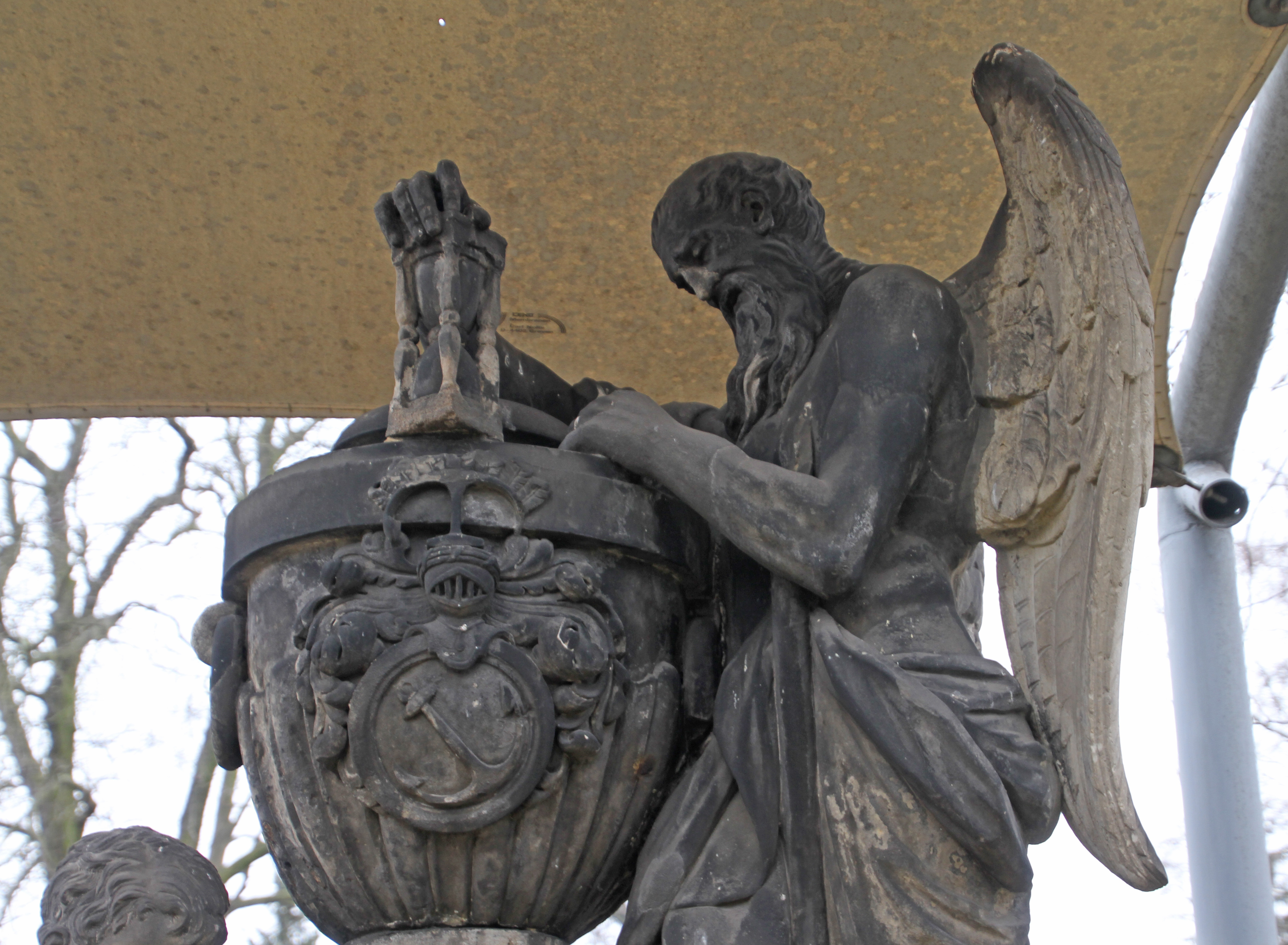
Grabmal Friedrich Wilhelm von Lüderitz

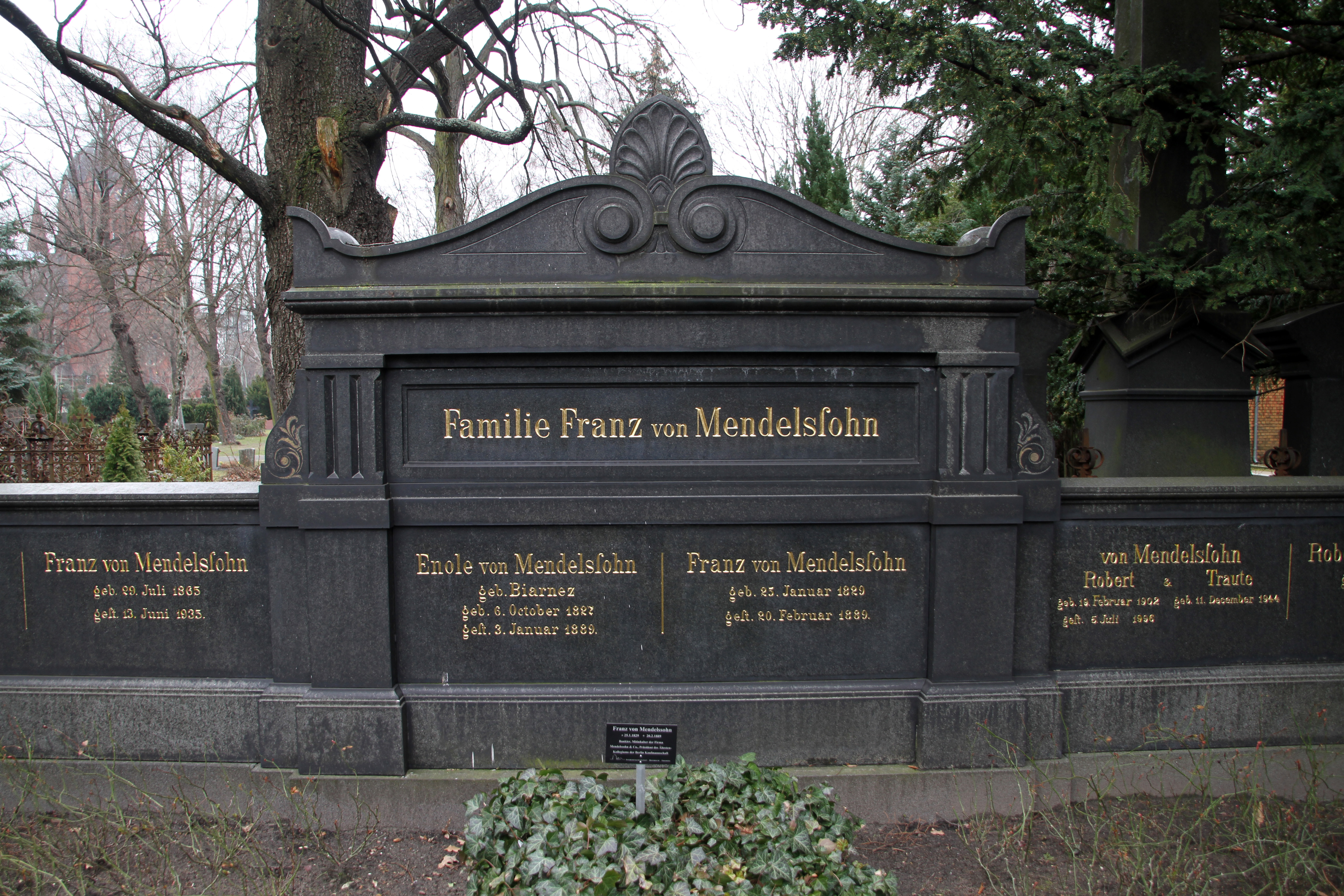
Grabstätte Familie Franz von Mendelssohn der Jüngere

Es handelt sich um sechs Friedhöfe, die seit Anfang des 18. Jahrhunderts, damals noch vor den Toren der Stadt, außerhalb der Berliner Zollmauer, angelegt wurden:
- Friedhöfe I, II, III der Jerusalems- und Neuen Kirchengemeinde
- Friedhof I der Dreifaltigkeitsgemeinde
- Friedhof der Bethlehems- oder Böhmischen Gemeinde
- Friedhof der Brüdergemeine Berlin (Herrnhuter Brüdergemeine, 1826)

Durch den Bau der Amerika-Gedenkbibliothek Mitte der 1950er Jahre wurde zunächst der Nordeingang der Friedhöfe vom Halleschen Tor aus verlegt; die Eingänge liegen heute am Mehringdamm 21 und in der Zossener Straße 1 (gegenüber Nr. 65). Die Verlegung der Blücherstraße weg von der Halleschen-Tor-Brücke in Richtung Obentrautstraße führte zur Einebnung vieler Gräber im nördlichen Teil. Aus diesem Grunde sind vom Böhmischen Gottesacker nur noch das Eingangstor und eine Handvoll Gräber verblieben, während der Böhmische Gottesacker in Böhmisch-Rixdorf (heute: Neukölln) bis heute intakt ist.
Die Berliner Mendelssohn-Gesellschaft lud am 3. November 2013 zur feierlichen Eröffnung der Dauerausstellung zur Geschichte der Mendelssohn-Familie in der 1881 errichteten Trauerkapelle auf dem neuen Teil des Dreifaltigkeitsfriedhofs I ein. Auf den Friedhöfen vor dem Halleschen Tor sind insgesamt 28 Mitglieder der Familie bestattet.

## Friedhof I der Jerusalems- und Neuen Kirchengemeinde

### Grabstätten bekannter Persönlichkeiten

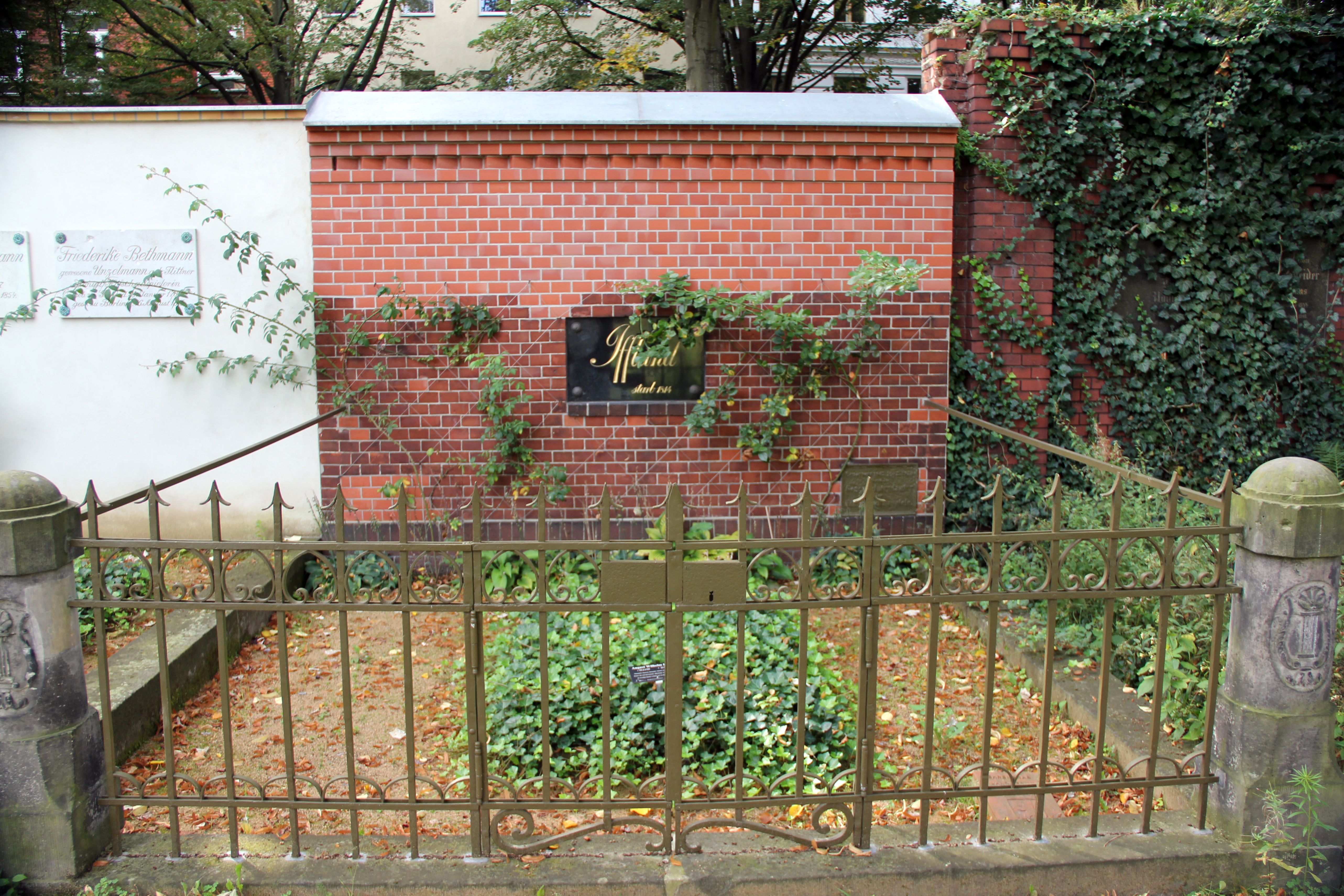
Ehrengrab von August Wilhelm Iffland

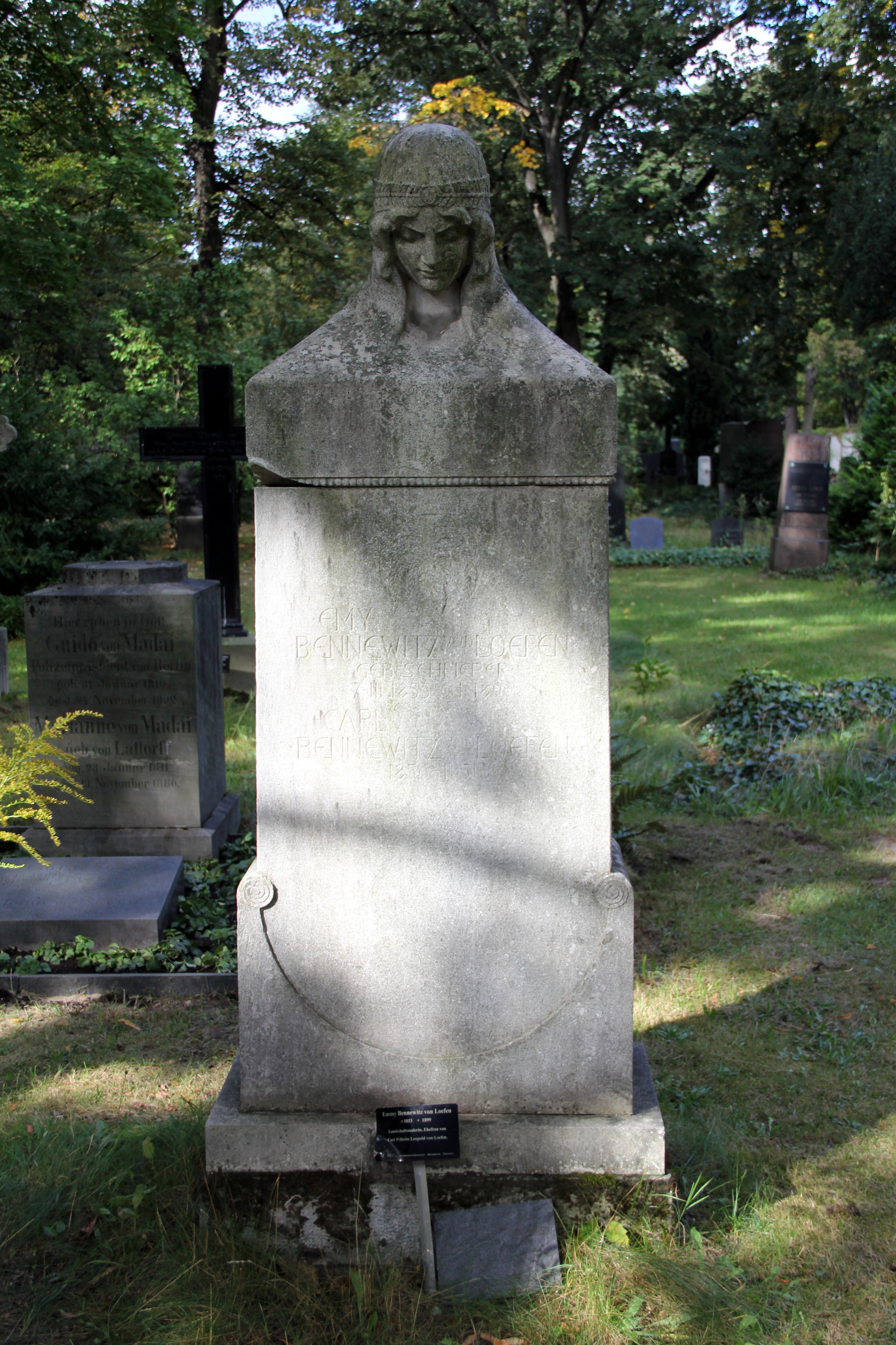
Jugendstil-Grabdenkmal für Emy Bennewitz von Loefen (1853–1899), wahrscheinlich von Ignatius Taschner

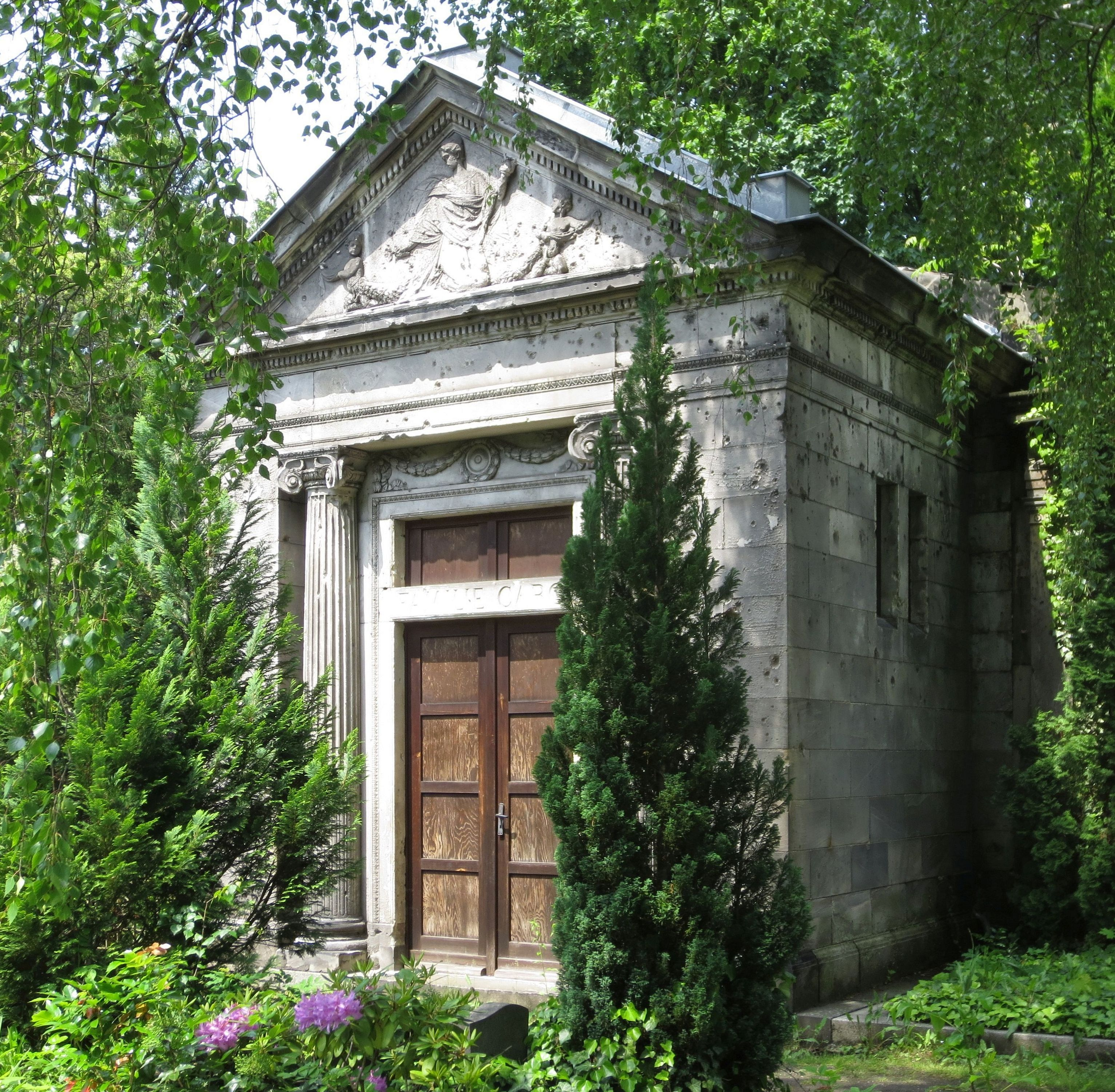
Mausoleum der Familie von Caro nach einem Entwurf von Kayser & von Großheim

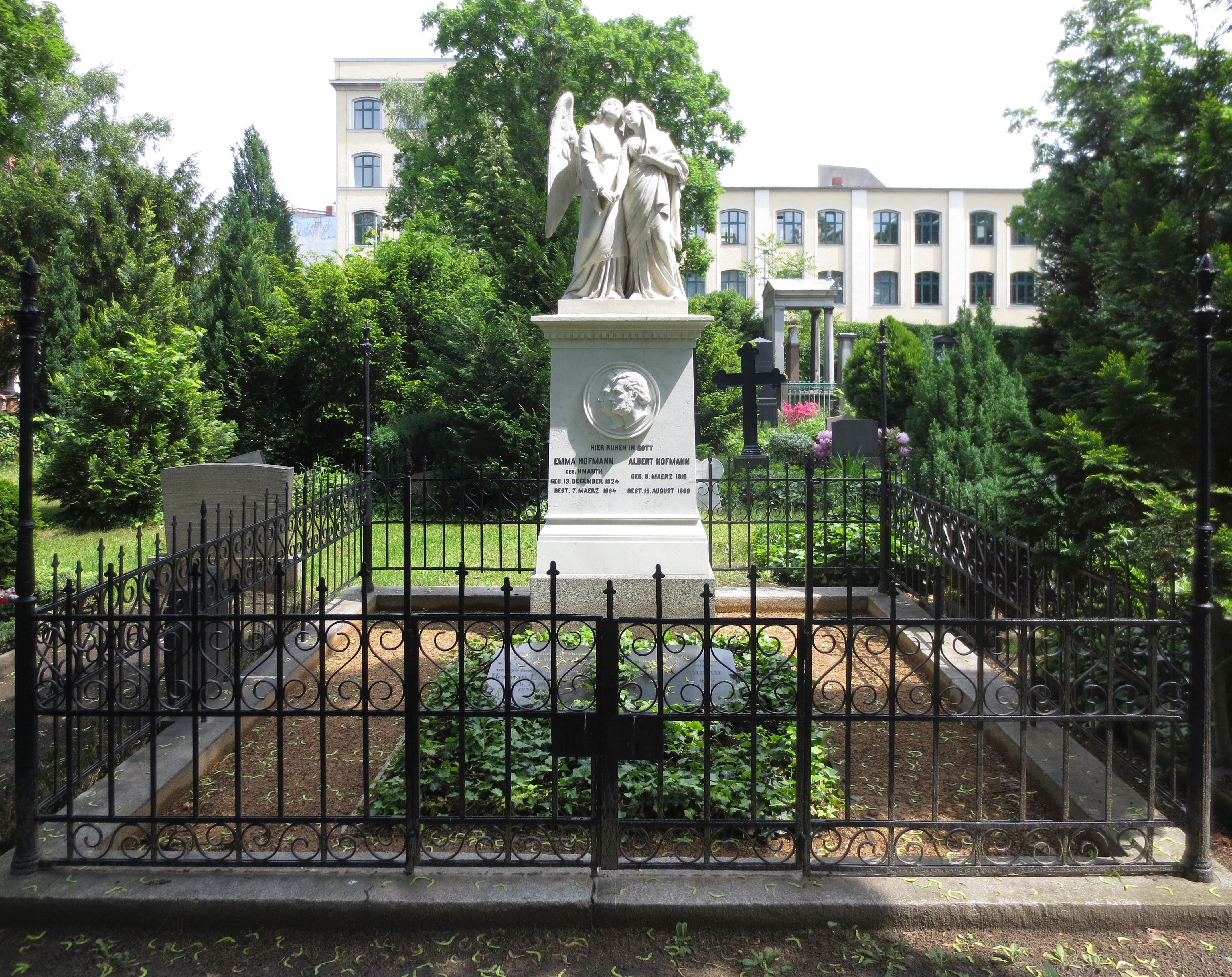
Gittergrabanlage für Heinrich Albert und Emma Hofmann mit dem von Erdmann Encke geschaffenen Grabdenkmal

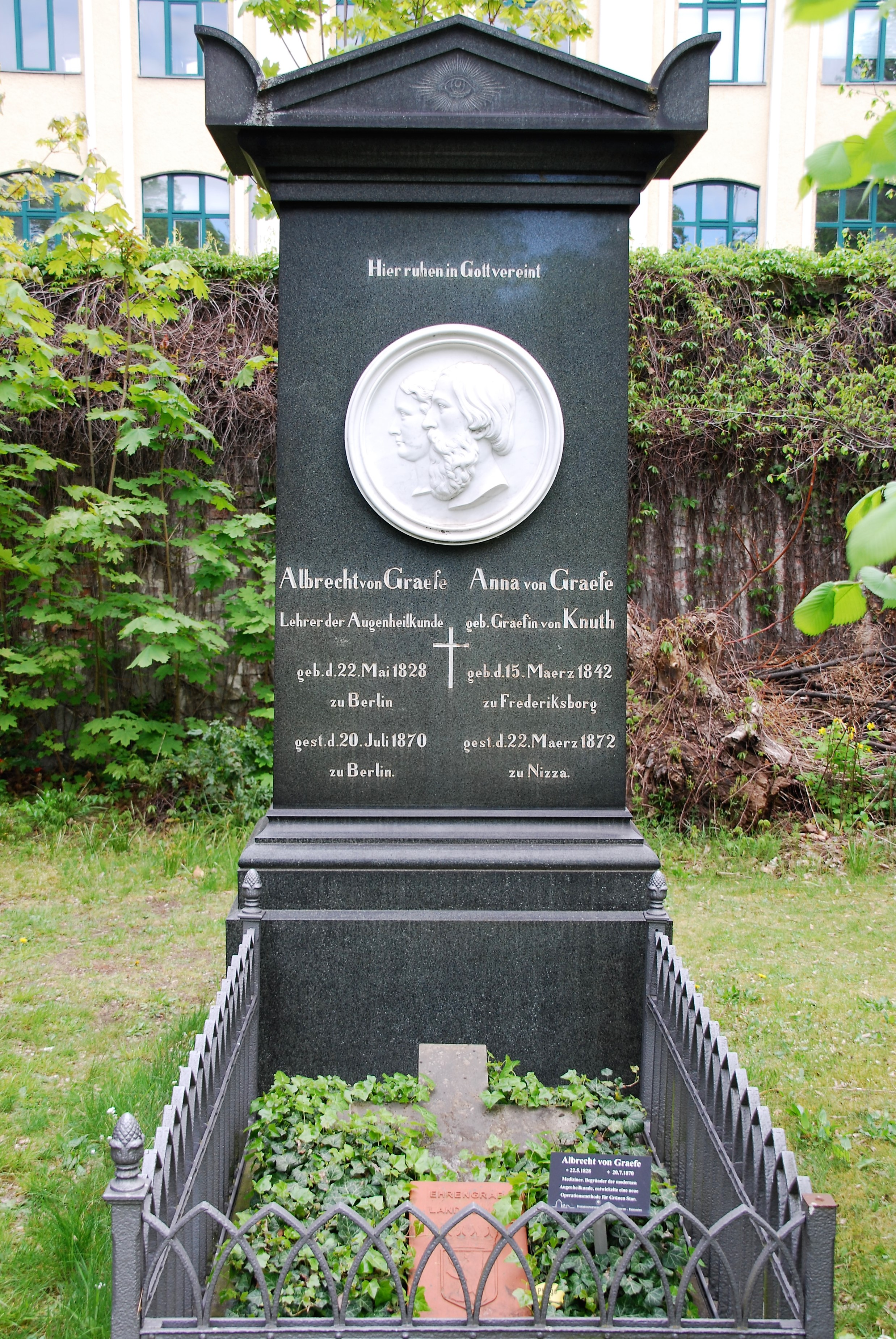
Ehrengrab für Albrecht von Graefe und seiner Frau Anna. Er war der Begründer der wissenschaftlichen Augenheilkunde.

#### Ehrengräber
- Hermann Blankenstein (1829–1910), Architekt, Stadtbaurat, Stadtältester von Berlin
- Friedrich Wilhelm Georg Büxenstein (1857–1924), Unternehmer, Sportfunktionär
- Robert Dohme (1845–1893), Bibliothekar, Kunsthistoriker
- Carl Friedrich Christian Fasch (1736–1800), Komponist, Musiker, Begründer der Sing-Akademie zu Berlin
- Friedrich Gustav Gauß (1829–1915), Geodät
- Oskar Huth (1918–1991), Maler, Grafiker
- Franz von Mendelssohn der Jüngere (1865–1935), Bankier, Jurist
- August Neander (1789–1850), Theologe, Historiker
- Peter Simon Pallas (1741–1811), Naturforscher, Mediziner
- Hugo Ziegra (1852–1926), Politiker, Unternehmer, Stadtältester von Berlin

#### Weitere erhaltene Grabstätten
- Georg Wilhelm Abel (1852–1926), Diplomat
- Arthur Auwers (1838–1915), Astronom
- Herrmann Bachstein (1834–1908), Baumeister, Eisenbahnunternehmer
- Karl Friedrich Becker (1777–1806), Historiker
- Paulus Cassel (1821–1892), Theologe, Publizist
- Franz Duncker (1822–1888), Verleger, Politiker (1962–2011: Ehrengrab)
- Jes Leve Duysen (1820–1903), Klavierfabrikant
- Franz von Gaudy (1800–1840), Dichter, Schriftsteller, Freund von Adelbert von Chamisso
- August Fuhrmann (1844–1925), Fotograf, Erfinder (1987–2009: Ehrengrab)
- Hans Goldschmidt (1861–1923), Chemiker, Industrieller
- Paul von Herrmann (1857–1921), Jurist, Präsident des Preußischen Oberverwaltungsgerichts
- Friedrich Wilhelm Jähns (1809–1888), Musiker, Komponist, Musikhistoriker
- Wilhelm Kahl (1849–1932), Jurist, Politiker (1956–2014: Ehrengrab)
- Franz Krolop (1839–1897), Sänger
- Friedrich Wilhelm von Lüderitz (1717–1785), Oberst, Landjägermeister
- Eduard Lürssen (1840–1891), Bildhauer
- Paul Mellmann (1855–1934), Pädagoge, Schulleiter, Vorsitzender des Deutschen Philologenverbandes
- Franz von Mendelssohn der Ältere (1829–1889), Bankier
- Franz von Mendelssohn der Jüngere (1865–1935), Bankier, Wirtschaftsfunktionär, Präsident des Deutschen Industrie- und Handelstages, Mitglied des Preußischen Herrenhauses
- Robert von Mendelssohn der Ältere (1857–1917), Bankier, Kunstsammler, Mäzen
- Johann Carl Wilhelm Moehsen (1722–1795), Mediziner, Leibarzt Friedrichs II.
- Louis Ferdinand Albrecht Müller (1813–1891), Chemiker, Guts- und Fabrikbesitzer, Mitglied des Preußischen Abgeordnetenhauses
- Ludwig Passini (1832–1903), Maler
- Gustav Pressel (1827–1890), Theologe, Komponist, Schriftsteller
- Joachim Ritzkowsky (1937–2003), Pfarrer, bekannt durch sein Engagement für Obdachlose
- Anna Schramm (1835–1916), Sängerin, Schauspielerin
- Siegfried Schürenberg (1900–1993), Schauspieler, Synchronsprecher
- Gerhard Schulze (1919–2006), Politiker, Mitglied des Deutschen Bundestags
- Bruno Schwaiger (1877–1927), Kaufmann und Genossenschaftsdirektor (Edeka)
- Paul Taglioni (1808–1884), Tänzer, Choreograf, Ballettdirektor
- Wilhelm Taubert (1811–1891), Komponist, Dirigent
- Alexander Westphal (1863–1941), Neurologe, Psychiater, Hochschullehrer
- Carl Friedrich Otto Westphal (1833–1890), Neurologe, Psychiater, Vater von Alexander Westphal
- Julius Worpitzky (1835–1895), Mathematiker
- August Zillmer (1831–1893), Mathematiker, Manager im Versicherungswesen, Namensgeber des Zillmer-Verfahrens

#### Nicht erhaltene Grabstätten
- Anton Anno (1838–1893), Schauspieler, Regisseur, Dramatiker, Theaterdirektor
- Christian Andreas Cothenius (1708–1789), Generalstabs-Medikus, Leibarzt von Friedrich II.
- Hermann von Dechend (1814–1890), Jurist, Finanzfachmann, erster Präsident der Reichsbank
- Arthur Deetz (1826–1897), Schauspieler, Regisseur, Intendant
- Marie Deetz (1835–1893), Sängerin, Schauspielerin, Gattin von Arthur Deetz
- Georg Demmler (1873–1931), Architekt, Sportler, Sportfunktionär
- Amint Freising (1826–1905), Tänzer, Tanzlehrer
- Nikolaus Friedrich (1865–1914), Bildhauer
- Ludwig August Emil Franz von Guionneau (1749–1829), Generalmajor, Generalintendant der Armee
- Wilhelm Hartmann (1816–1889), Jurist, Reichsgerichtsrat
- Theodor Kipp (1862–1931), Jurist, Rechtswissenschaftler, Hochschullehrer
- Georg Wenzeslaus von Knobelsdorff (1699–1753), Architekt, Maler, Gartengestalter, Innendekorateur (Gedenkstein in Form eines Grabsteins; 1964–2014: Ehrengrab)
- Paul Knüpfer (1866–1920), Opernsänger
- Max Koner (1854–1900), Porträtmaler
- Sophie Koner (1855–1929), Malerin, Gattin von Max Koner
- Wilhelm Koner (1817–1887), Bibliothekar, Historiker, Philologe, Geograf
- Georg Carl Friedrich Kunowski (1786–1846), Jurist, Topograf, Geologe, Astronom, Theater- und Eisenbahnsyndikus
- Theodor Mügge (1802–1861), Schriftsteller, Publizist
- Antoine Pesne (1683–1757), preußischer Hofmaler (Gedenkstein in Form eines Grabsteins; 1964–2014: Ehrengrab)
- Max Rötger (1830–1886), Beamter, Präsident der Preußischen Seehandlung, Mitglied des Preußischen Staatsrats und des Preußischen Herrenhauses
- Amalie Schramm (1826–1907), Sängerin, Schauspielerin
- Gustav Spangenberg (1828–1891), Maler, Hochschullehrer
- Louis Spangenberg (1824–1893), Architekturmaler, Bruder von Gustav Spangenberg
- Anna von Strantz-Führing (1866–1929), Schauspielerin, Modell für die Germania-Briefmarken der Reichspost
- Heinrich Stümer (1789–1857), Sänger, Gesangslehrer, Mitglied der Berliner Singakademie
- Heinrich Wilken (1835–1886), Lustspielautor, Schauspieler, Theaterdirektor

## Friedhof I der Dreifaltigkeitsgemeinde

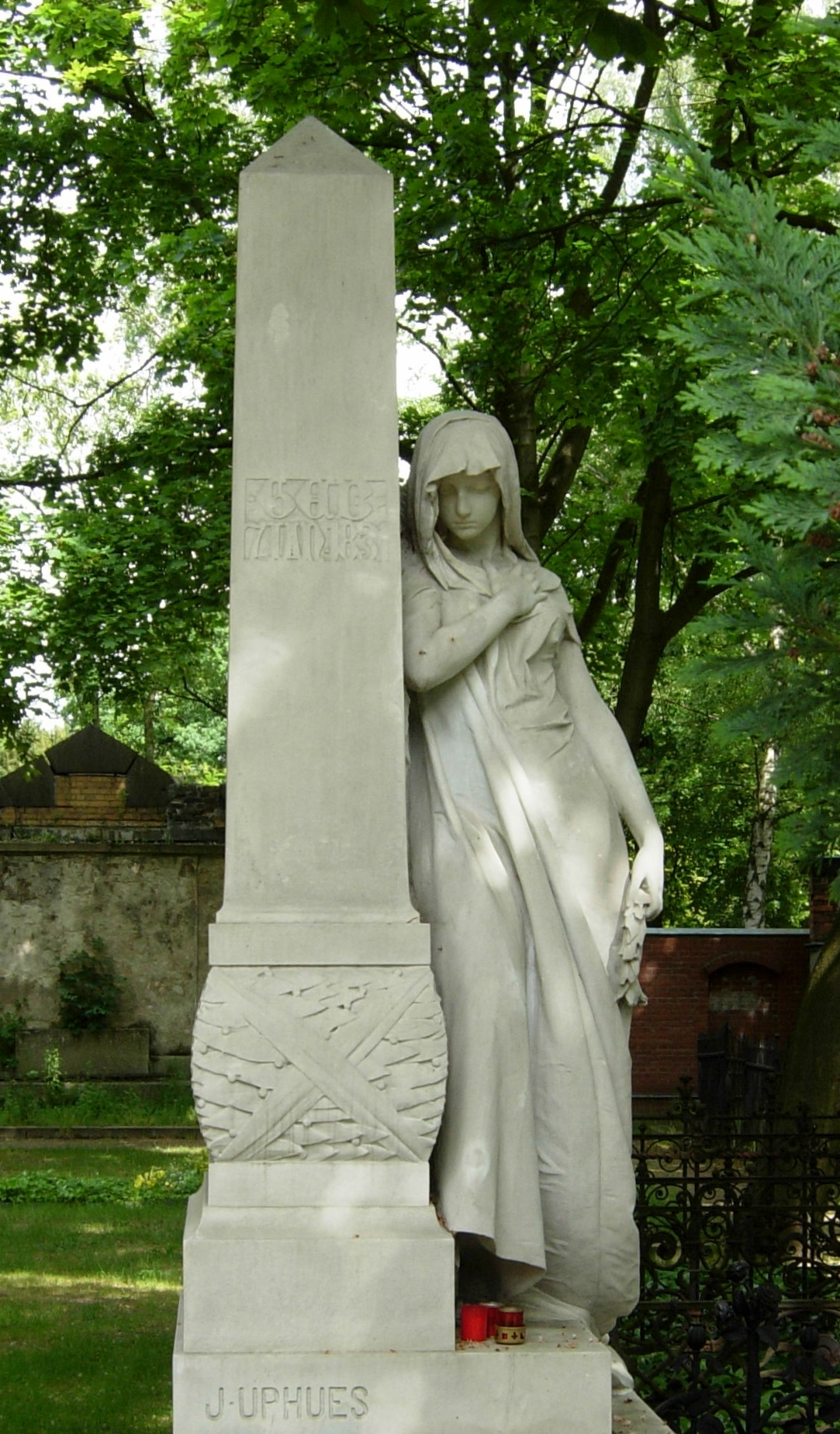
Grabmal Heinrich von Stephan mit Skulptur von Joseph Uphues

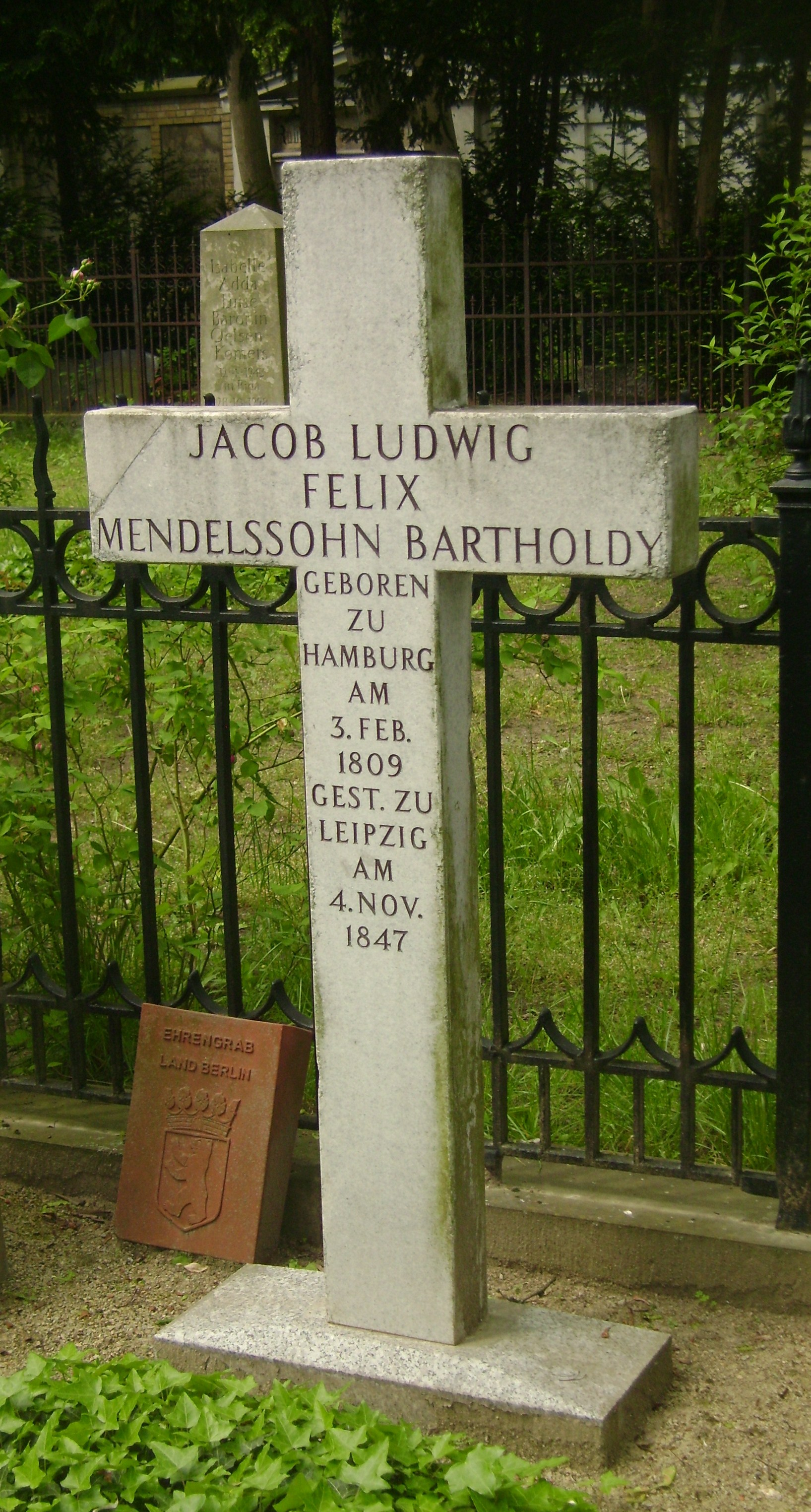
Grabmal Felix Mendelssohn Bartholdy

In der ehemaligen Friedhofskapelle des Friedhofs befindet sich seit Anfang November 2013 eine Dauerausstellung über die Familie Mendelssohn.

### Grabstätten bekannter Persönlichkeiten

#### Ehrengräber
- Moritz Fürbringer (1802–1874), Theologe, Pädagoge, Stadtältester von Berlin
- Johann David Heegewaldt (1773–1850), Geheimer Hofrat, Kommunalpolitiker, Ehrenbürger von Berlin
- Fanny Hensel (1805–1847), Komponistin, Pianistin
- Sebastian Hensel (1830–1898), Landwirt, Unternehmer, Schriftsteller, Sohn von Wilhelm und Fanny Hensel
- Wilhelm Hensel (1794–1861), Maler, Gatte von Fanny Hensel
- Carl Gustav Jacob Jacobi (1804–1851), Mathematiker, Hochschullehrer
- Emilie Mayer (1812–1883), Komponistin
- Felix Mendelssohn Bartholdy (1809–1847), Komponist, Bruder von Fanny Hensel
- Heinrich von Stephan (1831–1897), Generalpostdirektor
- Rahel Varnhagen von Ense (1771–1833), Schriftstellerin, Salonnière

#### Weitere erhaltene Grabstätten
- Friedrich Jonas Beschort (1767–1846), Schauspieler, Sänger
- Martin Blumner (1827–1901), Komponist, Dirigent, Direktor der Sing-Akademie zu Berlin
- Albert von Bülow (1829–1892), Generalmajor
- Hans Adolf von Bülow (1857–1915), Diplomat
- August zu Eulenburg (1838–1921), General der Infanterie, Minister des königlichen Hauses
- Botho zu Eulenburg (1831–1912), Jurist, preußischer Ministerpräsident und Innenminister
- Bruno Fritsch (1842–1933), Unterstaatssekretär im Reichspostamt, Politiker, Mitglied des Preußischen Abgeordnetenhauses
- Adolf Gusserow (1836–1906), Gynäkologe, Hochschullehrer
- Ludwig Ferdinand Hesse (1795–1876), Architekt, Maler
- Hans Hilsdorf (1930–1999), Dirigent, Komponist, Hochschullehrer, Direktor der Sing-Akademie zu Berlin
- Karl Hochreither (1933–2018), Organist, Dirigent
- Georg Leonhard Hopf (1799–1844), Weinhändler, Bierbrauer, Gründer der Berliner Bockbier-Brauerei
- Hans-Günter Klein (1939–2016), Musikwissenschaftler, Bibliothekar, Kunsthistoriker
- Abraham Mendelssohn Bartholdy (1776–1835), Bankier, Kommunalpolitiker (1952–2015: Ehrengrab)
- Lea Mendelssohn Bartholdy (1777–1842), Musik- und Kulturförderin, Gattin von Abraham Mendelssohn Bartholdy (1776–1835: Ehrengrab)
- Paul Mendelssohn-Bartholdy (1812–1874), Bankier, Sohn von Abraham und Lea Mendelssohn Bartholdy
- Ernst Raupach (1784–1852), Schriftsteller, Dramatiker
- Woldemar Ribbeck (1830–1902), Klassischer Philologe, Gymnasialdirektor
- Helma Sanders-Brahms (1940–2014), Filmregisseurin
- Johann Gottlieb Schlaetzer (1771–1824), Architekt, Hochschullehrer
- August Twesten (1789–1876), Theologe, Hochschullehrer
- Karl Twesten (1820–1870), Beamter, Politiker
- Karl August Varnhagen von Ense (1785–1858), Diplomat, Schriftsteller
- Tamara Wyss (1950–2016), Filmregisseurin

#### Nicht erhaltene Grabstätten
- Heinrich Clauren, eigentlich Johann Gottlieb Samuel Carl Heun (1771–1854), Schriftsteller
- Heinrich Ernst Ludwig Karl von Flemming (1778–1852), pommerscher Gutsbesitzer, Landrat
- Johannes Franz (1804–1851), Philologe, Hochschullehrer
- Heinrich Karl Johann Hofmann (1842–1902), Komponist, Pianist
- Ernst Horn (1774–1848), Mediziner, Sachverständiger für allgemeine und forensische Psychiatrie, Hochschullehrer
- Rudolf Meinecke (1817–1905), Unterstaatssekretär im Preußischen Finanzministerium
- Pauline Raupach (1810–1877), Schauspielerin, Schriftstellerin
- August Sabac el Cher (um 1836–1885), Kammerdiener des preußischen Prinzen Albrecht
- Alexander von Schleinitz (1807–1885), preußischer Staatsminister und Minister des Auswärtigen, Minister des königlichen Hauses
- Marie von Schleinitz (1842–1912), Salonnière, Gönnerin von Richard Wagner, Gattin von Alexander von Schleinitz
- Moritz Rott (1796–1867), Schauspieler, Regisseur
- Richard Schmidt-Cabanis (1838–1903), Schauspieler, Schriftsteller
- Peter Feddersen Stuhr (1787–1851), Hochschullehrer, Historiker
- Johann Wilhelm Süvern (1775–1829), Pädagoge, Politiker

## Friedhof der Bethlehems- oder Böhmischen Gemeinde
Seit Ende der 1720er Jahre kamen in mehreren Wellen protestantische Exulanten aus Böhmen nach Berlin, wo sie sich mit Erlaubnis von König Friedrich Wilhelm I. vornehmlich in der Friedrichstadt niederließen. Es handelte sich größtenteils um Angehörige des Handwerkerstandes, von denen viele nur die tschechische Sprache beherrschten. Sie waren aufgrund der Rekatholisierungspolitik, die Kaiser Karl VI. als König von Böhmen betrieb, von dort geflohen. In Berlin erhielten sie das Recht zur freien Ausübung ihrer Religion, was von Beginn an, nicht zuletzt aufgrund der Sprachbarrieren, auch die Abhaltung eigener Gottesdienste implizierte. Zunächst fanden diese in Sälen und in Privathäusern statt, dann wurde der böhmischen Kolonie gestattet, die Petrikirche mit zu benutzen. 1732 kam es zur Gründung einer eigenen Kirchengemeinde, der Bethlehemsgemeinde, für die von 1735 bis 1737 eine kleine Rundkirche auf dem heutigen Bethlehemkirchplatz errichtet wurde. Der Name war nach der Bethlehemskapelle in Prag gewählt worden, wo Jan Hus als Prediger gewirkt hatte.
Bestattungen der böhmischen Zuwanderer fanden seit der Anlage des Friedhofs der Jerusalems- und Neuen Kirche im Jahr 1735 an diesem Ort statt. Wohl weil sie sich von dem dort tätigen Totengräber schikaniert fühlten, drängte die Bethlehemsgemeinde jedoch bald darauf, auf den „Friedrichstadt-Friedhöfen“ eine eigene „Böhmer Begrabung“ einrichten zu dürfen – samt eigenem Totengräber. Dieses Recht wurde ihr 1736 zugestanden, es ist aber unsicher, ob die Eröffnung sofort erfolgte oder erst Anfang der 1740er Jahre. Der kleinste der damals drei Friedhöfe vor dem Halleschen Tor trat zudem 1746 das nördliche Drittel seiner Fläche ab, um die Anlage eines „Gottesackers der Brüdergemeine“ für einen Teil der böhmischen Zuwanderer zu ermöglichen. Beide Friedhöfe blieben jedoch in gemeinschaftlichem Besitz.

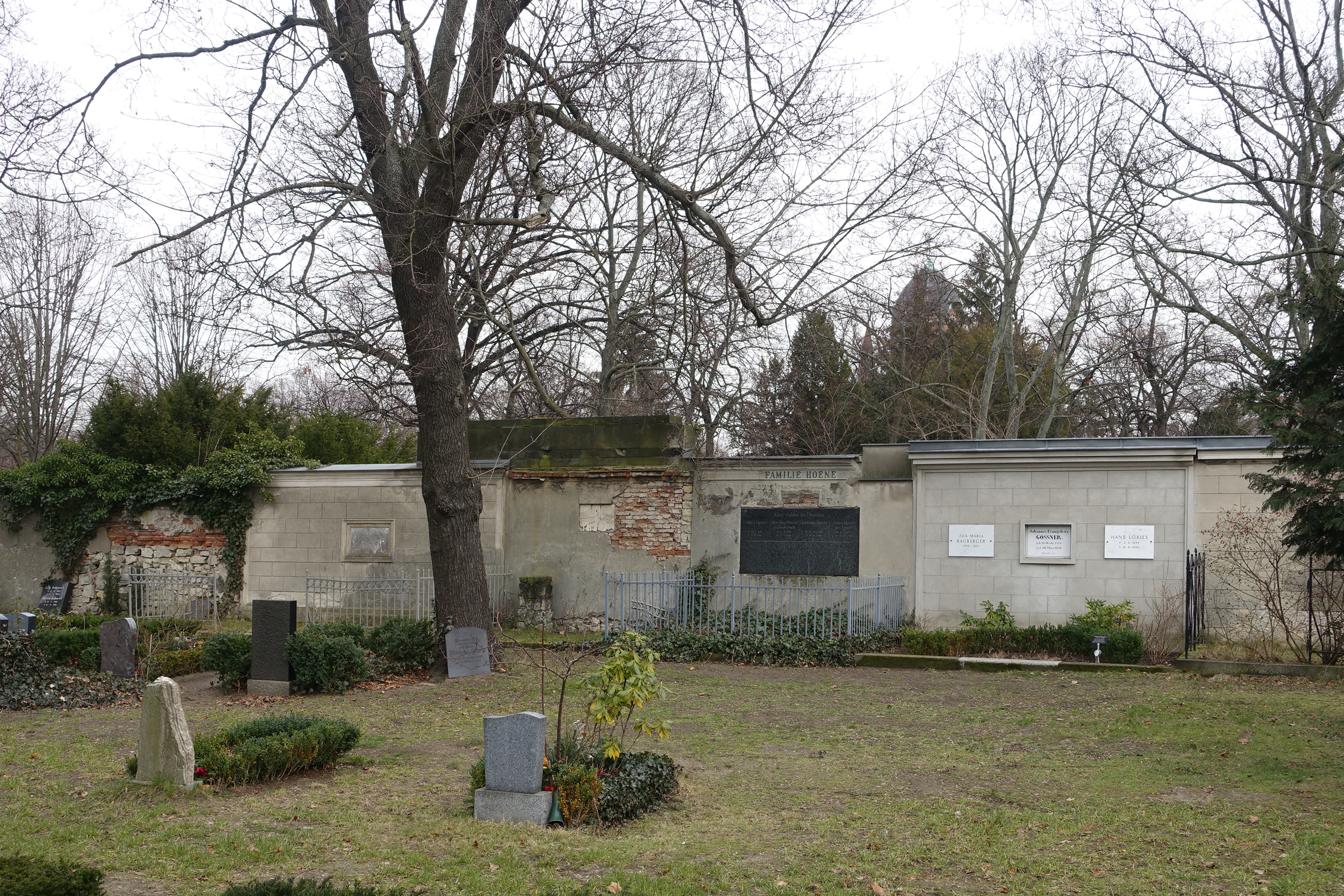
Feld 3 des Friedhofs mit dem Wandgrab des Theologen und Missionars Johannes Evangelista Goßner an der Ostmauer rechts

Im Jahr 1827 erfolgte eine Erweiterung des Friedhofsgeländes nach Westen, von der das heutige Feld 3 erhalten ist. Bis zu den Flächenreduzierungen der 1950er und 1960er Jahre reichte der Friedhof – in einem allerdings nur etwa 32 m breiten Streifen – nördlich bis nahe an den heutigen Standort der Amerika-Gedenkbibliothek am Blücherplatz heran. Durch die Einebnungen in diesem Bereich verlor der Bethlehemsfriedhof seine bereits kriegsbeschädigte Nordmauer und den dortigen Haupteingang. Die Begräbnisstätte ist heute nur noch über die angrenzenden Friedhöfe zu erreichen. Zudem ist aus dem gleichen Grund die nord-südliche Ausrichtung des Wegesystems obsolet.
Der Friedhof der Bethlehemsgemeinde ist ein Alleequartierfriedhof und hat heute eine Fläche von nur noch 4924 m², die sich auf drei Grabfelder verteilt. Er wird begrenzt von der Blücherstraße (Norden), dem Gottesacker der Brüdergemeine (Norden und Osten), dem Dreifaltigkeitsfriedhof I (Osten und Süden) und dem Friedhof III der Jerusalems- und Neuen Kirche (Süden und Westen). Die Grenze zum ältesten Teil des Dreifaltigkeitsfriedhofs wird nur durch eine Allee markiert, während sich nach Westen und Süden zu Mauern erheben, an der Wandgräber angelegt sind. Im Innern der Friedhofsfläche dominieren weitere Erbbegräbnisse, häufig in der Gestalt von Gittergrabanlagen.
Die meisten Wandgräber auf dem Bethlehemsfriedhof entstanden vor 1850 und sind zeitgemäß eher schlicht gehalten, besonders im Kontrast zu reich ausgestalteten Exemplaren aus der Kaiserzeit auf den benachbarten Friedhöfen. Ein Beispiel ist das große, 1796 angelegte Wandgrab aus verputztem Sandstein, das nacheinander den Familien Mosisch, Tamnau und Stechow als Begräbnisort diente. Es wird bekrönt von einem spätbarocken Putto, der eine Urne umklammert, eine der ältesten Skulpturen auf den Friedhöfen vor dem Halleschen Tor. Das Grabfeld mit darunterliegender Gruft wird von einem Gitter eingerahmt. In Feld 3 findet sich das einzige erhaltene Mausoleum des Bethlehemsfriedhofs, ein mächtiger klassizistischer Grabbau, der um 1825 für die Familie A. Herrmann errichtet wurde. Zwei gleichförmig gestaltete Wandflächen links und rechts des Mausoleums heben dessen Wirkung noch hervor.
Insgesamt sind auf dem Bethlehemsfriedhof weniger kunsthistorisch bemerkenswerte Grabanlagen zu entdecken als auf den benachbarten Friedhöfen. Hervorzuheben ist aber die 2,20 m hohe Sandsteinstele auf dem Grab des Fabrikanten Gottfried Fröhlich (1747–1816), die von einer Ziervase mit Wellenbandornament bekrönt wird, ein in Berlin seltenes Beispiel des Empirestils. Die Grabstele ist großzügig mit Inschriften in Schreibschrift versehen – Widmungen von Witwe und Tochter für den Verstorbenen und seinen ebenfalls hier beigesetzten, fünfjährig verstorbenen Sohn gleichen Namens. Auffällig ist auch der wuchtige Zippus aus schwarzem Granit, den Franz Schwechten für den Militärhistoriker Max Jähns (1837–1900) gestaltet hat. An der Vorderseite ist ein Bronzerelief mit dem Porträt des Verstorbenen im Profil eingelassen, ein Werk des Bildhauers Fritz Heinemann.

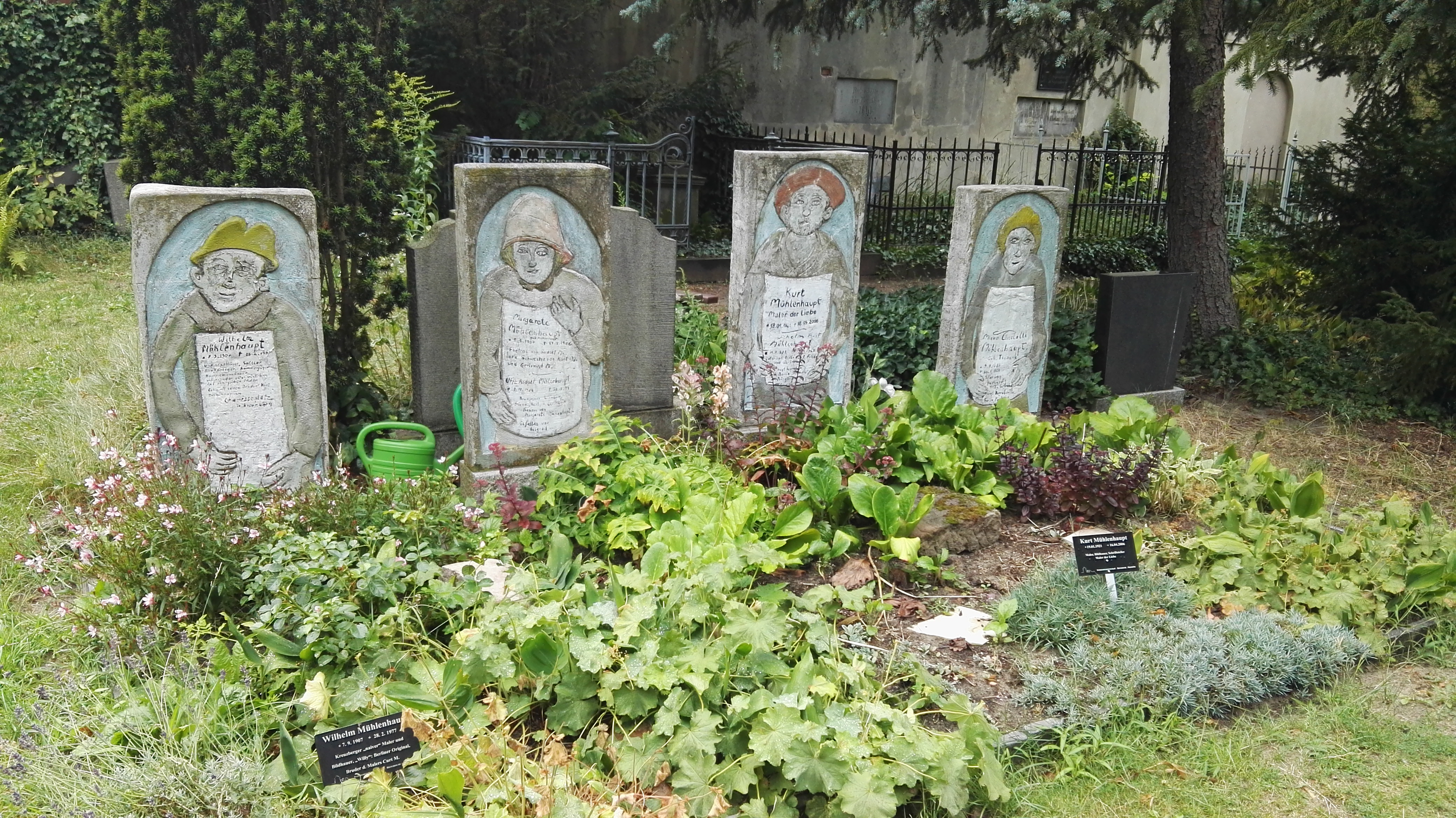
Grabanlage für Mitglieder der Familie Mühlenhaupt, gestaltet von Kurt Mühlenhaupt

Die ausgefallenste Grabanlage auf dem Bethlehemsfriedhof hat der Kreuzberger „Malerpoet“ Kurt Mühlenhaupt (1921–2006) ab 1978 für sich selbst und andere Mitglieder seiner Familie gestaltet. Ursprünglich handelte es sich um vier Edelstahlstelen, an die Emailleporträts der Familienmitglieder angebracht waren. Nach Diebstahl der Porträts Mitte der 1980er Jahre entwickelte Mühlenhaupt die heutige Fassung der Grabanlage mit vier Betonstelen, auf denen die im naiven Stil gemalten Konterfeis mit Inschriften darunter aufgetragen sind. Mühlenhaupts eigenes Grab ist seit 2018 das erste Ehrengrab des Landes Berlin, das auf dem Bethlehemsfriedhof gewidmet wurde.
Das Landesdenkmalamt Berlin listet den Bethlehemsfriedhof und den erhaltenen Rest des Gottesackers der Brüdergemeine gemeinsam als Gartendenkmal (Objektnummer 09046171).

### Grabstätten bekannter Persönlichkeiten
Ehrengrab
- Kurt Mühlenhaupt (1921–2006), Maler, Bildhauer, Schriftsteller

Weitere erhaltene Grabstätten
- Otto Georg Bogislaf von Glasenapp (1853–1928), Jurist, Vizepräsident der Reichsbank
- Johannes Evangelista Goßner (1773–1858), Theologe, Kirchenlieddichter, Missionar, Gründer der Goßnerschen Predigergemeinschaft
- Max Jähns (1837–1900), Militärhistoriker
- Gustav Knak (1806–1878), Theologe, Erweckungsprediger
- Wilhelm Mühlenhaupt (1907–1977), bildender Künstler

Nicht erhaltene Grabstätten
- Johannes Jaenicke (1748–1827), Prediger, Missionsschulgrüder
- Martin Meyer-Pyritz (1870–1942), Bildhauer (seine Grabplatte wurde nach Wiederauffinden in einer grabmalartig gestalteten Gedenkstätte auf dem Friedhof neu platziert)

## Gottesacker der Brüdergemeine

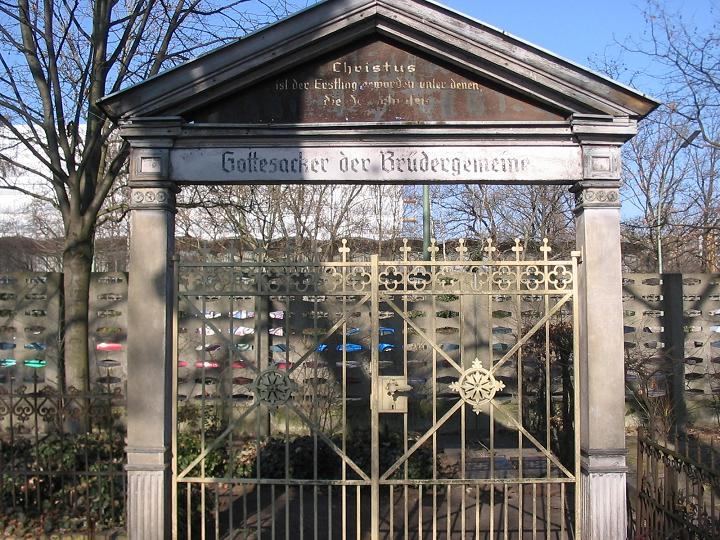
Erhaltenes südliches Eingangstor zum „Gottesacker der Brüdergemeine“

Nicht alle Glaubensflüchtlinge aus Böhmen, die sich in der Friedrichstadt niedergelassen hatten, schlossen sich der Bethlehemsgemeinde an. Ein Teil verblieb vielmehr unter dem Dach der Herrnhuter Brüdergemeine (auch ‚Herrnhuter Brüder-Unität‘ genannt), einer selbstständigen evangelischen Freikirche, die ihren Sitz in Herrnhut in der Oberlausitz hatte. Da auch diese Gläubigen eine Begräbnisstätte benötigten, wurde der Friedhof der Bethlehemsgemeinde bereits 1746 zu diesem Zwecke aufgeteilt und das nördliche Drittel der Brüdergemeine überlassen. Beide Friedhöfe blieben jedoch in gemeinsamem Besitz. Der Haupteingang des neuen Gottesackers der Brüdergemeine lag an der Nordseite am Pionierweg (ab 1813: Pionierstraße, ab 1864: Blücherstraße), wo 1767 ein Eingangsportal errichtet wurde. 1827 kam es zu einer Erweiterung des Friedhofs nach Westen.
Die Brüdergemeine erlaubte keine individuelle Gestaltung von Grabstätten, daher waren alle Gräber nach dem Vorbild des Friedhofs in Herrnhut gleichförmig angelegt als efeubewachsene Hügel, auf denen Kissensteine ablegt waren. Der Gottesacker war in zwei Bereiche unterteilt, auf denen die Bestattung von „Brüdern“ und „Schwestern“ nach Geschlechtern getrennt stattfand.
Der Friedhof wurde 1952 geschlossen. Danach kam es in mehreren Schritten zu seiner weitgehenden Einebnung. Es verblieb nur ein schmaler Geländestreifen von 200 m² ganz am Nordrand des Friedhofsquartiers vor dem Halleschen Tor. Der größte Teil des Gottesackers der Brüdergemeine ging verloren, um die von 1967 bis 1973 ausgeführte Durchlegung der Blücherstraße hin zum Mehringdamm zu ermöglichen. Nur vier Gräber sind am ursprünglichen Ort verblieben. Weitere 33 Gräber sind erhalten infolge von Umbettungen, bei denen man jedoch die traditionelle Geschlechtertrennung und die ursprüngliche Belegungsrichtung unberücksichtigt ließ. Nordmauer und Hauptportal des Friedhofs wurden abgerissen. Einige der ältesten Grabmonumente, 15 Grabplatten aus Sandstein, die an der Nordmauer befestigt gewesen waren, einige noch in tschechischer Sprache, befinden sich heute auf dem Böhmischen Gottesacker Rixdorf, wo sie an der östlichen Friedhofsmauer angebracht sind. Auf dem Friedhofsquartier vor dem Halleschen Tor erhalten geblieben ist ein Teil des schmiedeeisernen Gitters, das den Gottesacker der Brüdergemeine von den angrenzenden Friedhöfen abtrennte, sowie das südliche Eingangstor mit breitem Dreiecksgiebel, das um 1880 entstand.
Der verbliebene Rest des Gottesackers der Brüdergemeine wird begrenzt vom Dreifaltigkeitsfriedhof I (Osten und Süden), vom Bethlehemsfriedhof (Süden und Westen) und von der verlängerten Blücherstraße (Norden). Das Landesdenkmalamt Berlin listet ihn und den Bethlehemsfriedhof gemeinsam als Gartendenkmal (Objektnummer 09046171).

## Friedhof II der Jerusalems- und Neuen Kirchengemeinde
Nur vier Jahrzehnte nach der ersten Erweiterung der Begräbnisstätte der Gemeinde von Jerusalemer und Neuer Kirche im Jahr 1755 reichte der Platz auf dem Friedhof erneut nicht mehr aus. Daher kam es 1796 zum Erwerb der südlich angrenzenden Flächen bis zur – allerdings erst 1863 angelegten – Baruther Straße. Der neue Friedhofsteil in Form eines Rechtecks erhielt 1799/1800 eine eigene Umfassungsmauer, die im Laufe des 19. Jahrhunderts ringsum mit Erbbegräbnissen in der Gestalt von Wandgräbern oder – einigen wenigen – Mausoleen belegt wurde. Als die Grablagen am Rand des Friedhofs besetzt waren, wurden auch innenliegende Flächen für Erbbegräbnisse bereitgestellt und auf ihnen zumeist Gittergrabanlagen errichtet. Es lässt sich aus den Quellen nicht genau ablesen, wann dies so kam, aber der Erweiterungsteil firmierte schließlich als separater Friedhof II der beiden Gemeinden. Vom Landesdenkmalamt Berlin sind beide Friedhöfe jedoch zusammen als Gartendenkmal gelistet.
Der Alleequartierfriedhof mit einer Fläche von 7034 m² wird im Süden begrenzt von der Baruther Straße, im Osten von der Zossener Straße, im Norden vom Friedhof I der Gemeinden Jerusalemer und Neue Kirche und im Westen vom Dreifaltigkeitsfriedhof I. Der kleinste der insgesamt fünf Berliner Friedhöfe der beiden Gemeinden besitzt keinen eigenen Eingang, sondern ist nur vom Friedhof I aus über die Eingänge von der Zossener Straße oder vom Mehringdamm her zu erreichen.

Das Wandgrab von David Gilly ist eine der ältesten erhaltenen Grabstätten des Friedhofs; vermutlich hat er es noch selbst gestaltet

Die ältesten erhaltenen Grabstätten auf dem Friedhof II stammen aus dem frühen 19. Jahrhundert. Es handelt sich um die Wandgräber des Architekten David Gilly (1748–1808), des Schauspielers und Theaterdirektors August Wilhelm Iffland (1759–1814) und der Familie Unzelmann (1815) sowie um das klassizistische Postamentgrab mit großer Schmuckurne für den Schauspieler Ferdinand Fleck (1757–1801), das Johann Gottfried Schadow gestaltet hat. Letzteres gilt zugleich als eines der herausragenden Werke der Sepulkralkultur auf dem Friedhof.

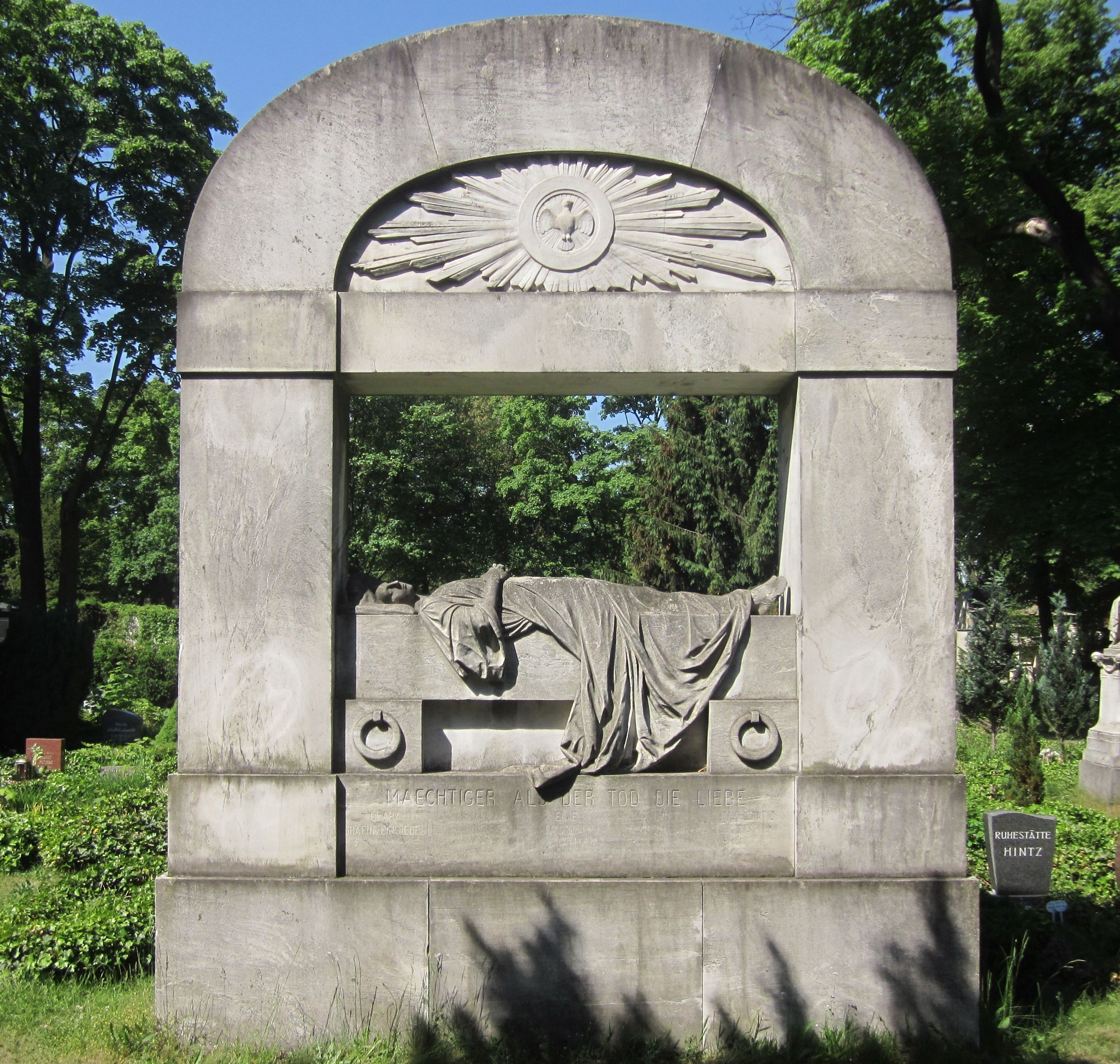
Grabdenkmal für Else von Falkenberg, ein Werk von Walter Schott

Zu den künstlerisch und kunsthistorisch bemerkenswerten Grabdenkmälern zählen außerdem: zwei Jugendstil-Grabpfeiler für Mitglieder der Malerfamilie Bennewitz von Loefen (um 1900, wahrscheinlich beide von Ignatius Taschner); das im Stil der Neorenaissance gehaltene Mausoleum der Familie von Caro (1901 von Kayser & von Großheim); das Familiengrab Collani mit der Skulptur einer sitzenden trauernden Frau (von Hugo Cauer); das Wandgrab für Paul Collani mit der Marmorfigur einer Trauernden in Form einer Halbplastik (1903 von Collanis Schwiegersohn Albert Manthe); das Grabmal für Else von Falkenberg (1880–1907) in Gestalt einer freistehenden, offenen Ädikula mit auf einem Sarkophag liegender Frauenfigur (um 1907 von Walter Schott); der klassizistische Grabtempel für Karl von Graefe und seine Gattin Auguste geb. von Alten mit Porträtbüsten der Verstorbenen auf Doppelpfeiler (um 1842, vermutlich von Heinrich Strack); das gusseiserne Grabkreuz für Henriette Herz mit neogotischen Elementen (nach Entwurf von Karl Friedrich Schinkel); das Grabdenkmal für Heinrich Albert Hofmann und seine Gattin Emma geb. Knauth mit bekrönender Figur eines Engels, der eine Trauernde tröstet (um 1880 von Erdmann Encke); die antikisierende Grabwand aus Sandstein für die Familie von Franz Riedel (1848–1897) mit mittigem Puttenkopf-Medaillon; das Wandgrab mit Ädikula für die Familie von Georg Stöckel (1853–1929) mit dem Kopf von Christus als Medaillon aus Marmor; und das große, mehrteilige Sandstein-Wandgrab für die Familie Weydinger mit von Karl Friedrich Schinkel entworfenem Giebel.
Wie alle historischen Friedhöfe Berlins ist auch der Friedhof II der Jerusalems- und Neuen Kirche von der Entwendung oder von sonstigem Abgang von Artefakten wie Plastiken und Porträtreliefs betroffen. Ein schmerzlicher Verlust ist ein vom Bildhauer Otto Lessing geschaffenes bronzenes Porträtrelief am Grabstein des Theologen Adolf Sydow, das vermutlich durch Metalldiebstahl nach 1945 verloren gegangen ist. Das ebenfalls abhanden gekommene Relieftondo mit einem Doppelporträt des Ehepaars Albert Heinrich und Emma Hofmann ist inzwischen durch eine Kopie ersetzt, die auf der Basis alter Fotografien hergestellt wurde. Wegen seiner Lage an der Südseite des Friedhofsquartiers vor dem Halleschen Tor war der Friedhof II der Jerusalems- und Neuen Kirche nicht von den Flächenreduzierungen und Einebnungen betroffen, die in den 1950er und 1960er Jahren auf den anderen Friedhöfen des Areals vonstattengingen.
Auf dem Friedhof gibt es neun Grabmäler, die als Ehrengräber des Landes Berlin gewidmet sind (Stand: März 2019). Bei weiteren vier Grabstätten ist die Widmung inzwischen abgelaufen.

### Grabstätten bekannter Persönlichkeiten

#### Ehrengräber
- Johann Franz Encke (1791–1865), Astronom, Erster Direktor der Berliner Sternwarte
- David Gilly (1748–1808), Architekt
- Albrecht von Graefe (1828–1870), Arzt, Professor für Augenheilkunde
- Ernst Ludwig Heim (1747–1834), Arzt, Ehrenbürger von Berlin
- Henriette Herz (1764–1847), Literatin, Salonière
- August Wilhelm Iffland (1759–1814), Schauspieler, Theaterdirektor, Dichter
- Heinrich Wilhelm Krausnick (1797–1882), Oberbürgermeister von Berlin, Stadtältester und Ehrenbürger von Berlin
- Samuel Marot (1770–1865), Theologe, Pfarrer an der ‚Neuen Kirche‘
- Friedrich Unzelmann (1797–1854), Holzschneider

#### Weitere erhaltene Grabstätten
- Karl Bennewitz von Loefen der Ältere (1826–1895), Landschaftsmaler
- Karl Bennewitz von Loefen der Jüngere (1856–1931), Maler
- Friederike Bethmann-Unzelmann (1760–1815), Schauspielerin, Sängerin
- Georg von Caro (1849–1913), Unternehmer, Rittergutsbesitzer
- Emil Dietrich (1844–1912), Bauingenieur, Baubeamter, Hochschullehrer
- Edwin von Drenkmann (1826–1904), Jurist, Präsident des Kammergerichts, Mitglied des Preußischen Herrenhauses
- Edward Drory (1844–1904), Gaswerk-Unternehmer
- Leonard Drory (1800–1866), Ingenieur, Gaswerk-Unternehmer, Vater von Edward Drory (1990–2017: Ehrengrab)
- Friedrich Ehrenberg (1776–1852), Theologe, Schriftsteller
- Ferdinand Fleck (1757–1801), Schauspieler
- Karl von Graefe (1787–1840), Militärchirurg, Augenarzt (1962–2014: Ehrengrab)
- Heinrich Dietrich von Grolman (1740–1840), Jurist, Obertribunalpräsident
- Wilhelm Heinrich von Grolman (1781–1856), Jurist, Präsident des Kammergerichts, Sohn von Heinrich Dietrich von Grolman
- Ernst Ludwig Heim (1747–1834), Mediziner
- Karl Helmerding (1822–1899), Schauspieler
- Wilhelm Herbig (1787–1861), Maler (1969–2017: Ehrengrab)
- Heinrich Albert Hofmann (1818–1880), Verleger, Theaterleiter
- Peter Wilhelm Heinrich Hossbach (1784–1846), Theologe
- Theodor Hossbach (1834–1894), Theologe, Sohn von Peter Wilhelm Heinrich Hossbach
- Charlotte Leubuscher (1888–1961), Sozial- und Wirtschaftswissenschaftlerin
- Rudolf Leubuscher (1821–1861), Arzt, Pathologe, Psychologe, Großvater von Charlotte Leubuscher
- Gustav Lisco (1819–1887), Theologe, Prediger
- Hermann Lisco (1850–1923), Jurist, Politiker, Staatssekretär im Reichsjustizamt, Sohn von Gustav Lisco
- Guido von Madai (1810–1892), Beamter, Polizeipräsident in Frankfurt am Main und Berlin
- Artur Märchen (1932–2002), Künstler aus der Gruppe der Berliner Malerpoeten
- Bernhard Naunyn (1839–1925), Internist, Krebsforscher (1962–2012: Ehrengrab)
- Franz Christian Naunyn (1799–1860), Kommunalpolitiker, Bürgermeister, Vater von Bernhard Naunyn
- Anton Rothe (1837–1905), Verwaltungsjurist, Unterstaatssekretär im Reichsamt des Innern
- Hermann von Soden (1852–1914), Theologe
- Adolf Sydow (1800–1882), Theologe, Hofprediger
- Emil Taubert (1844–1895), Pädagoge, Philologe, Schriftsteller
- Gustav Adolf von Tzschoppe (1794–1842), Verwaltungsjurist, Direktor des Geheimen Staatsarchivs
- Robert Wilms (1840–1880), Mediziner, Chefarzt im Krankenhaus Bethanien

#### Nicht erhaltene Grabstätten
- Karl Brinkmann (1854–1901), Verwaltungsjurist
- Auguste Crelinger (1795–1865), Schauspielerin
- Alexander Dorn (1833–1901), Komponist, Chordirigent, Musikpädagoge
- Clara Liedtcke geb. Stich (1820–1862), Schauspielerin, Tochter von Auguste Crelinger
- Theodor Liedtcke (1828–1902), Schauspieler, Gatte von Clara Liedtcke
- Max von Pape (1851–1926), Generalleutnant
- Johann Daniel Riedel (1786–1843), Apotheker, Unternehmer
- Max Samst (1859–1932), Schauspieler, Theaterleiter

## Friedhof III der Jerusalems- und Neuen Kirchengemeinde

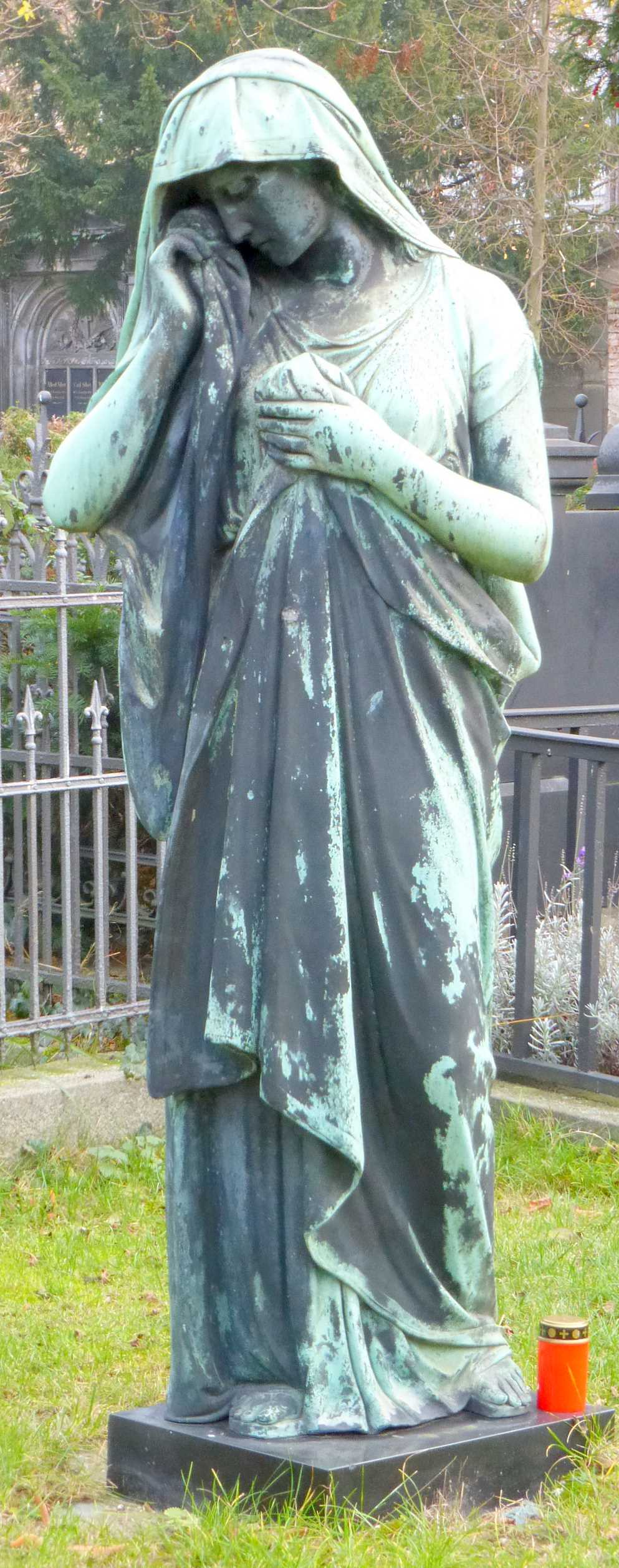
Trauernde Bronzefigur auf dem Friedhof III der Jerusalems- und Neuen Kirchengemeinde

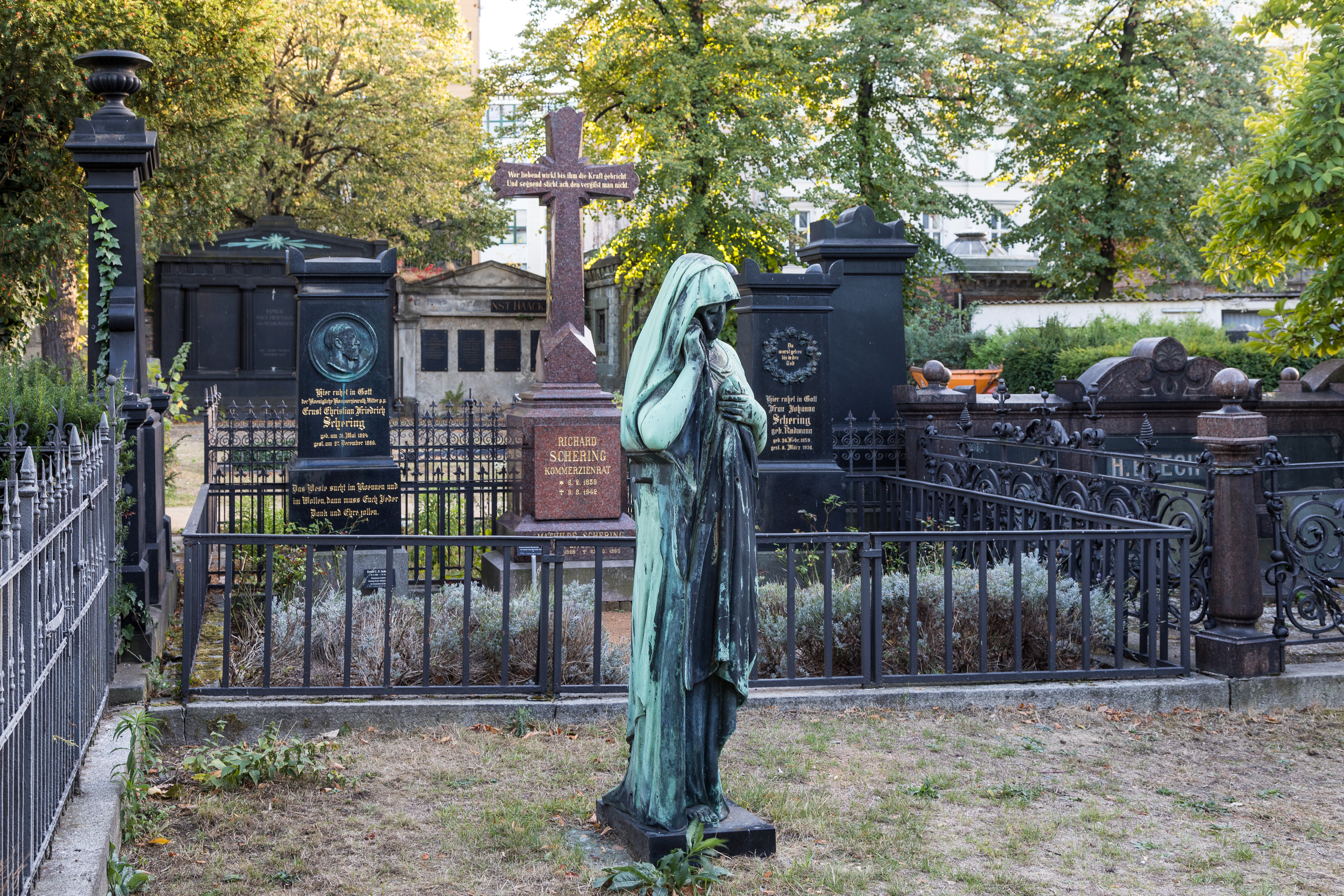
Trauernde und Grab der Apotheker- und Industriellenfamilie Schering

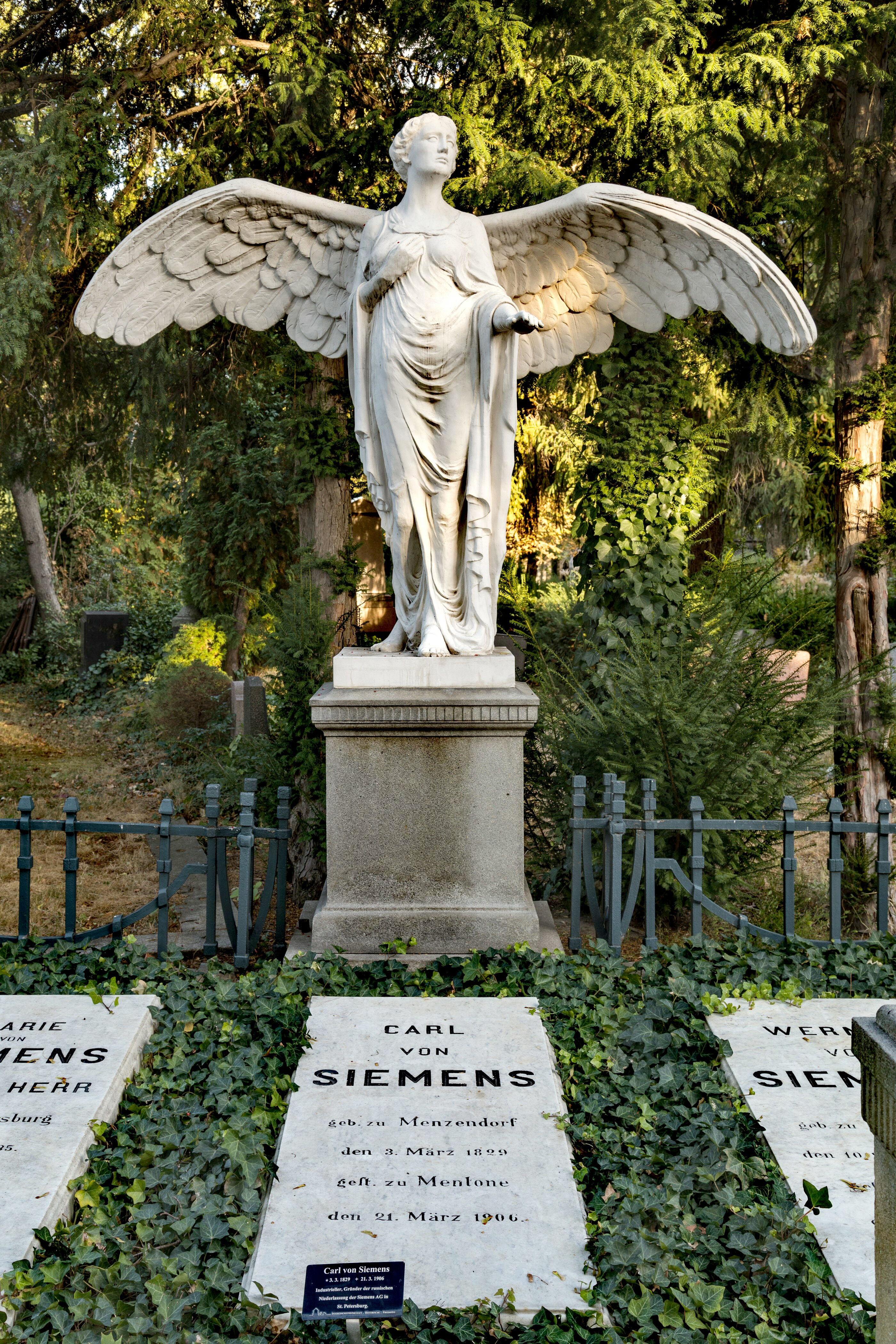
Grab des Carl von Siemens

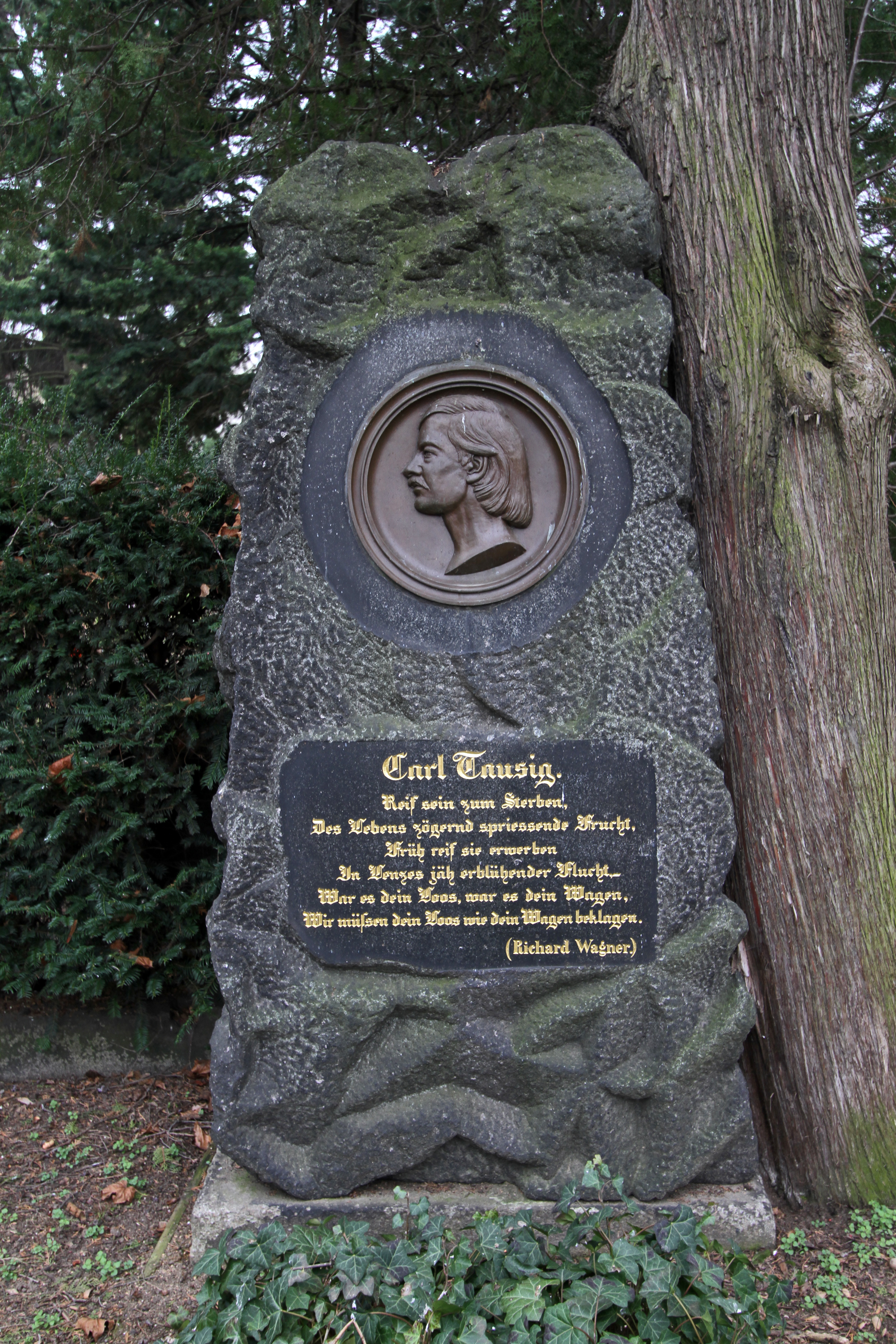
Grab des Carl Tausig

### Grabstätten bekannter Persönlichkeiten

#### Ehrengräber
- Heinrich Barth (1821–1865), Geograf, Archäologe, Forschungsreisender
- Adelbert von Chamisso (1781–1838), Dichter, Naturforscher
- Adelbert Delbrück (1822–1890), Jurist, Bankier, Präsident des Deutschen Industrie- und Handelstages
- Christian August Friedrich Garcke (1819–1904), Botaniker
- Adolf Glaßbrenner (1810–1876), Schriftsteller, Humorist
- Carl Hirsekorn (1851–1940), Jurist, Kommunalpolitiker, Stadtältester von Berlin
- E. T. A. Hoffmann (1776–1822), Schriftsteller, Komponist, Dirigent, Maler, Jurist
- Carl Friedrich Hollmann (1776–1858), Unternehmer, Kommunalpolitiker, Stadtältester von Berlin
- Carl Ferdinand Langhans (1781–1869), Architekt
- Wilhelm Adolf Lette (1799–1868), Sozialpolitiker, Jurist, Gründer der frauenberuflichen Bildungsanstalten
- Clara von Simson (1897–1983), Naturwissenschaftlerin, Politikerin, Stadtälteste von Berlin
- Eduard von Simson (1810–1899), Jurist, Rechtswissenschaftler, Politiker, Hochschullehrer, Präsident der Frankfurter Nationalversammlung und des Reichstags, Präsident des Reichsgerichts in Leipzig
- Friedrich August von Staegemann (1763–1840), Beamter, Politiker, Diplomat, Dichter, Chef der Preußischen Bank, Ehrenbürger von Berlin

#### Weitere erhaltene Grabstätten
- Curt Adam (1875–1941), Ophthalmologe
- Constantin von Altrock (1861–1942), Generalleutnant, Journalist
- Johann Jacob Baeyer (1794–1885), Geodät, Generalleutnant, Direktor des Preußischen Geodätischen Instituts
- Karl Gustav Berndal (1830–1885), Schauspieler
- Max von Beseler (1841–1921), Jurist, preußischer Staats- und Justizminister, Mitglied des Preußischen Herrenhauses
- Karl Wilhelm Borchardt (1817–1880), Mathematiker
- Paul Dehnicke (1839–1914), Schauspieler, Schlaraffe („Adonis der Einzige“)
- Ludwig Delbrück (1860–1913), Bankier
- Theodor Döring (1803–1878), Schauspieler, Träger des Iffland-Rings
- Felix Ehrlich (1877–1942), Biochemiker, Hochschullehrer
- Minona Frieb-Blumauer (1816–1886), Schauspielerin, Sängerin
- Wilhelm Grabensee (1841–1915), Veterinärmediziner, Hippologe
- Friedrich Haase (1825–1911), Schauspieler, Träger des Iffland-Rings
- Walther Harich (1888–1931), Schriftsteller, Literaturhistoriker
- Wolfgang Harich (1923–1995), Philosoph, Publizist, Widerstandskämpfer, Sohn von Walther Harich
- Friedrich Jolly (1844–1904), Psychiater, Hochschullehrer
- August Junkermann (1832–1915), Schauspieler, Regisseur, Rezitator
- Dietmar Kamper (1936–2001), Philosoph, Erziehungswissenschaftler, Soziologe, Hochschullehrer
- Kurt Kärnbach (1877–1914), Veterinärmediziner, Hochschullehrer
- August Kind (1824–1904), Architekt, Baubeamter der Reichspost
- Otto Knille (1832–1898), Maler, Illustrator
- Adolph L’Arronge (1838–1908), Schriftsteller, Kritiker, Theaterleiter, Dirigent
- Rudi Lesser (1902–1988), Maler, Radierer, Lithograf
- Reinhard Lettau (1929–1996), Schriftsteller, Literaturwissenschaftler
- Rudolf Löwenstein (1819–1891), Schriftsteller, Mitherausgeber des Kladderadatsch
- Paul Mendelssohn Bartholdy der Ältere (1841–1880), Chemiker, Industrieller, Mitbegründer der Firma Agfa
- Ernst Siegfried Mittler (1785–1870), Verleger, Redakteur, Kommunalpolitiker
- Marie von Olfers (1826–1924), Malerin, Dichterin, Salonière
- Rudolf Radecke (1829–1893), Komponist, Chorleiter, Musikpädagoge
- Theodor Reichmann (1849–1903), Sänger
- Johannes Schenk (1941–2006), Schriftsteller
- Ernst Schering (1824–1889), Apotheker, Unternehmer
- Richard Schering (1859–1942), Apotheker und Unternehmer
- Rudolf Schering (1843–1901), Vizeadmiral
- Paul von Schwabach (1867–1938), Bankier und Historiker, Eigentümer von Gut Kerzendorf bei Ludwigsfelde
- Walther Schwieger (1885–1917), Marineoffizier
- Carl Heinrich von Siemens (1829–1906), Industrieller
- Elisabeth von Staegemann (1761–1835), Schriftstellerin, Malerin, Salonière
- Willy Stöwer (1864–1931), Marinemaler
- Carl Tausig (1841–1871), Pianist, Komponist, Musikpädagoge
- Ernst Heinrich Toelken (1785–1864), Archäologe, Kunsthistoriker, Philosoph, Hochschullehrer, Direktor des Antiquariums
- Kurt Wege (1891–1947), Politiker
- Leopold Wölfling (1868–1935), Schriftsteller, Journalist, bis 1902 Erzherzog Leopold Ferdinand von Österreich-Toskana

#### Nicht erhaltene Grabstätten
- Georg Andresen (1845–1929), Altphilologe, Pädagoge
- Ludwig Berger (1777–1839), Komponist, Pianist, Klavierpädagoge
- Hans Bethge (1890–1918), Jagdflieger
- Carl Blum (1786–1844), Komponist, Sänger, Schauspieler, Regisseur, Librettist
- Hermann Dannenberg (1824–1905), Numismatiker
- Carl Friedrich Wilhelm Duncker (1781–1869), Buchhändler, Verleger
- Wilhelm Eben (1849–1924), Generalleutnant
- Conrad Freyberg (1842–1915), Maler, Bildhauer
- Fritz von Friedlaender-Fuld (1858–1917), Großindustrieller (sein Mausoleum ist erhalten, aber die Urne wurde 1947/1948 an anderen Ort gebracht)
- Albert Gern (1789–1869), Schauspieler
- Heinrich Adolf Holland (1828–1900), Architekt
- Reinhold Köpke (1839–1915), Altphilologe, preußischer Ministerialbeamter
- Heinrich Friedrich Link (1767–1851), Botaniker, Chemiker, Hochschullehrer
- John Prince-Smith (1809–1874), Nationalökonom, Politiker, Mitglied des Preußischen Abgeordnetenhauses und des Reichstags
- Otto Regenbogen (1855–1925), Veterinärmediziner, Hochschullehrer
- Hermann Rumschöttel (1844–1918), Eisenbahningenieur, Baurat
- Emil von Rußdorf (1813–1868), Mediziner, Politiker, Autor
- Anna Sachse-Hofmeister (1850–1904), Opernsängerin
- Wilhelm von Schack (1786–1831), Generalmajor
- Robert Hermann Schomburgk (1804–1865), Forschungsreisender, Geometer
- Bernhard von Simson (1840–1915), Historiker, Hochschullehrer
- Ferdinand von Strantz (1821–1909), Militär, Schauspieler, Intendant, Sänger, Regisseur
- Adolph Wagner (1835–1917), Wirtschafts- und Finanzwissenschaftler, Hochschullehrer
- Robert Warschauer senior (1816–1884), Bankier

## Weitere Gräber bedeutender Persönlichkeiten
In einigen Fällen lassen sich verlorene Grabstätten nicht mehr einem bestimmten Totenacker auf dem Friedhofsquartier vor dem Halleschen Tor zuordnen. Das gilt für die Gräber von:
- Elisa von Ahlefeldt (1788–1855), Salonière
- Franz Ferdinand Benary (1805–1880), Theologe, Orientalist, Hochschullehrer
- Conrad Bornhak (1861–1944), Jurist, Rechts- und Verfassungshistoriker, Hochschullehrer
- Hans Brennert (1870–1942), Schriftsteller, Bühnen- und Drehbuchautor
- Marie Dietrich (1865/1868–1939), Opernsängerin, Gesangspädagogin
- Max Kruse (1854–1942), Bildhauer
- Friedrich Wilhelm Marpurg (1718–1795), Musikgelehrter
- Eduard Pape (1817–1905), Maler
- Lebrecht Rebenstein (1788–1832), Schauspieler, Opernsänger
- August von Vietinghoff (1783–1847), Offizier, bekannt für seine Freundschaft mit Friedrich Friesen
- Sophie Marie von Voß (1729–1814), Oberhofmeisterin, bekannt für ihre Memoiren Neunundsechzig Jahre am Preußischen Hofe
- Wilhelm Heinrich Wackenroder (1773–1798), Jurist, Schriftsteller, Mitbegründer der Deutschen Romantik